# Storia dell'Iran
La storia dell'Iran (Fārs in lingua persiana, nel mondo occidentale conosciuto anche come Persia) si intreccia con la storia di una regione più ampia, anche nota come Grande Iran.
L'Iran comprende, a ovest, l'area situata tra l'Anatolia, il Bosforo e l'Egitto; sino ai confini dell'India antica e Syr Darya a est, a nord verso il Caucaso e la steppa eurasiatica, fino al Golfo Persico e a sud il Golfo dell'Oman.
Ha ospitato alcune delle civiltà più antiche e importanti del mondo, con insediamenti urbani risalenti al 4000 a.C. Le zone occidentale e sud-occidentale dell'Altopiano iranico furono testimoni della nascita delle prime civiltà del Vicino Oriente antico, tra cui la cultura dell'Elam, precedente all'Età del bronzo, e delle popolazioni tra le quali i Cassiti, i Mannei e i Gutei. Tanto che Georg Wilhelm Friedrich Hegel definì i Persiani il "primo popolo storico".
Nel 625 a.C. i Medi unificarono l'Iran in un unico impero: l'Impero achemenide (550-330 a.C.), fondato da Ciro il Grande, con capitale a Persepoli, che fu il primo impero persiano a governare su un'area che si estendeva dai Balcani fino al Nordafrica, comprendendo l'Asia centrale. Estendendosi su ben tre continenti, fu il più grande impero mondiale dell'epoca. Il primo Impero persiano fu l'unica civiltà, in tutta la storia, a contenere, nel 480 a.C., oltre il 40% della popolazione mondiale di allora, pari a circa 49,4 milioni di persone, su un totale complessivo 112,4 milioni. Successivamente in quell'area si succedettero i Seleucidi, poi i Parti, e infine l'Impero sasanide, che governò l'Iran per circa quattro secoli, sino alla conquista islamica della Persia. L'Impero romano e poi il suo successore, l'Impero bizantino, furono rivali storici per lungo tempo.
La Conquista islamica della Persia, avvenuta tra il 633 e il 656, pose fine all'Impero sasanide e segnò un punto di svolta nella storia iranica. L'islamizzazione della Persia, svoltasi tra l'VIII e il X secolo, condusse al declino dello Zoroastrismo, il maggiore dei credo esistenti nell'area prima dell'avvento della religione coranica.
Il sistema politico, religioso ed economico islamico assorbirono appieno le precedenti culture persiane, preservandole dall'oblio della loro storia.
L'Iran fu ancora una volta unificato come Stato indipendente nel 1501 dalla dinastia Safavide(casato di etnia turcica), che forzò gli abitanti della Persia ad abbracciare l'Islam sciita, determinando una delle più rilevanti svolte nella storia dell'Islam. La dinastia Safavide rimase al potere quasi ininterrottamente sino alla fine del XVIII secolo, quando dovette cedere il passo alla Dinastia Qajar (anch'essa di etnia turcica).
Nel corso della prima metà del XIX secolo l'Iran perse molti dei suoi territori nel Caucaso, tra cui la moderna Georgia orientale, il Daghestan, l'Azerbaigian e l'Armenia. L'Impero russo emerse come vicino rivale dell'Iran in seguito alle guerre russo-persiane tra il 1804-1813 e il 1826-8.

## Preistoria

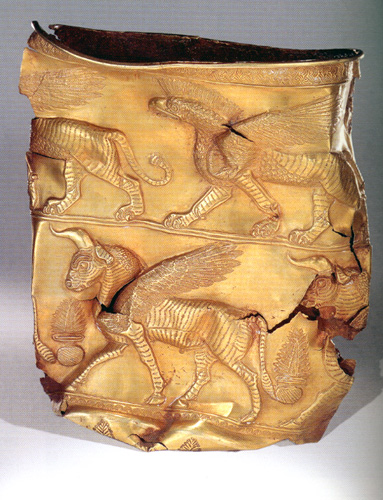
Coppa d'oro del Museo Nazionale dell'Iran, risalente alla prima metà del I millennio a.C.

### Paleolitico
I primi reperti archeologici persiani, ritrovati principalmente nei siti di Kashafrud e Ganj Par, risalgono al Paleolitico medio, approssimativamente a 100.000 anni fa. Sono stati ritrovati strumenti in pietra musteriani lavorati dagli uomini di Neanderthal. Nella regione di Zagros si concentra il maggior numero di resti dell'uomo di Neanderthal, anch'essi risalenti al Paleolitico medio. Ritrovamenti minori sono stati individuati anche nel centro dell'Iran, in siti come Kobeh, Kunji, Bisitun, Tamtama, Warwasi, e nella Grotta di Yafteh. Nel 1949, il ricercatore Carleton S. Coon scoprì un radio di un uomo di Neanderthal nella Grotta di Bisitun. Reperti del Paleolitico superiore e dell'Epipaleolitico sono stati individuati principalmente sui monti Zagros, nelle grotte di Kermanshah, di Khorramabad, e di Alborz, nell'Iran centrale.

### Dal Neolitico al Calcolitico
Nel sito di Tepe Sarab, nella regione di Kermanshah, sono state rinvenute figure umane, animali e manufatti antichi risalenti a 10.000 anni fa. Risalgono allo stesso periodo anche le prime comunità agricole come Chogha Golan. Chogha Golan e Chogha Bonut sono i primi villaggi elamici, risalenti all'8.000 a.C., che hanno iniziato a fiorire culturalmente, all'interno e intorno alla regione dei Monti Zagros, nell'Iran occidentale. Risalgono allo stesso periodo le testimonianze dell'essere umano più antico ad oggi conosciuto, che modellò vasi di argilla e figurine in terracotta di animali a Ganj Dareh.
La parte sud-occidentale dell'Iran era parte integrante della Mezzaluna Fertile, luogo di fioritura delle prime grandi culture dell'umanità. Proprio in questa zona sorsero i più antichi villaggi, come Susa, dove venne fondato un insediamento già nel 4.395 a.C., e Chogha Mish, un insediamento risalente al 6.800 a.C. Nei pressi dei Monti Zagros furono ritrovate giare di vino risalenti a 7.000 anni fa, e infine, le rovine degli insediamenti di 7.000 anni fa di Tepe Sialk. Per quanto riguarda il neolitico, i due principali insediamenti iranici fanno riferimento sia alla cultura del Fiume Zayandeh sia al sito di Ganj Dareh.

### Età del Bronzo
Alcune regioni del moderno Iran nord-occidentale facevano parte della cultura Kura-Araxes, fiorita tra il 3.400 a.C. e il 2.000 a.C. Tale cultura si estendeva fino alle regioni limitrofe del Caucaso e dell'Anatolia.
In Iran la città di Susa è tra i più antichi insediamenti conosciuti. Utilizzando la datazione al Carbonio 14 è stato possibile far risalire la fondazione della città al 4.395 a.C., data che precede la fondazione di tutte le civiltà mesopotamiche. La percezione generale tra gli archeologi è che Susa fosse un'estensione dello Stato sumero della città di Uruk. Successivamente, Susa divenne la capitale dell'Elam, Stato che emerse nel 4000 a.C. Vi sono inoltre decine di siti preistorici in tutto l'altopiano iranico che attestano l'esistenza di antiche culture e insediamenti urbani già nel quarto millennio a.C. Una delle prime civiltà dell'altopiano iranico fu la cultura di Jiroft nel sud-est dell'Iran, nella provincia di Kermān.
Si tratta di uno dei più ricchi siti archeologici del Medio Oriente. Gli scavi archeologici a Jiroft hanno condotto alla scoperta di diversi oggetti risalenti al IV millennio a.C. Sono state ritrovate grandi quantità di oggetti decorati con incisioni di animali, figure mitologiche e motivi architettonici. Gli oggetti e la loro iconografia sono diverse dai reperti precedentemente rinvenuti dagli archeologi. Molti sono costituiti da clorito, una pietra morbida di colore grigio-verde; altri sono in rame, bronzo, terracotta e anche lapislazzuli. Recenti scavi nei siti hanno scoperto la più antica iscrizione al mondo, che precede le iscrizioni mesopotamiche.
Anche sull'altopiano iranico vi sono registrazioni di numerose altre civiltà antiche, prima della comparsa delle tribù iraniche del primo periodo dell'età del ferro. La prima età del bronzo vide l'ascesa dell'urbanizzazione in città-Stato e, nel corso del periodo di Uruk, dell'invenzione della scrittura. Mentre nell'età del Bronzo dell'Elam la scrittura era già in uso da molto tempo, anche se la scrittura proto-elamica rimane indecifrata, e i reperti di Sumer relativi a Elam sono scarsi.
Lo storico russo Igor M. Diakonoff afferma che la popolazione moderna del plateau iraniano discende da gruppi prevalentemente non-persiani: "Sono popoli autoctoni dell'altopiano iranico e non tribù di proto-indoeuropei d'Europa, nel complesso antenati, nel senso fisico della parola, degli odierni iraniani".

### Prima Età del Ferro
I reperti diventano più tangibili con l'ascesa dell'impero neo-assiro e le sue incursioni nelle pianure iraniche. Già nel XX secolo a.C., diverse tribù giunsero sull'altopiano iranico dalle steppe Pontico-Caspiche. L'arrivo degli iraniani sull'altopiano iranico costrinse gli Elamiti a cedere porzioni del loro impero per rifugiarsi in Elam, nel Khuzestan e nelle zone circostanti, solo allora divenute coincidenti con Elam. Lo storico dell'Iran, Bahman Firuzmandi, afferma che popolazioni iraniche del sud potrebbero essersi mescolate con gli Elamiti che vivevano sull'altopiano. Entro la metà del I millennio a.C., i Medi, i Persiani, e i Parti popolarono l'altopiano iraniano. Queste popolazioni rimasero sotto la dominazione assira, come il resto del Vicino Oriente, fino all'apogeo della civiltà dei Medi. Nella prima metà del I millennio a.C., parti di quello che oggi è l'Azerbaigian iraniano furono annesse al regno di Urartu.

## Antichità classica

### Impero medo e achemenide

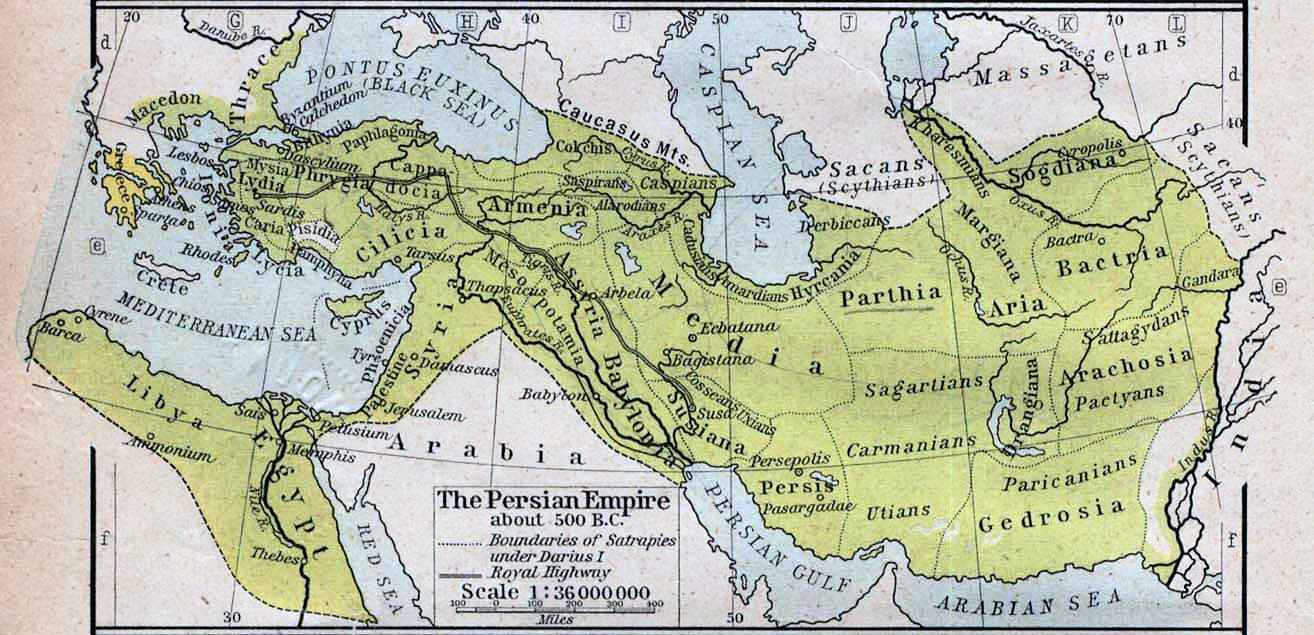
Mappa dell'Impero achemenide
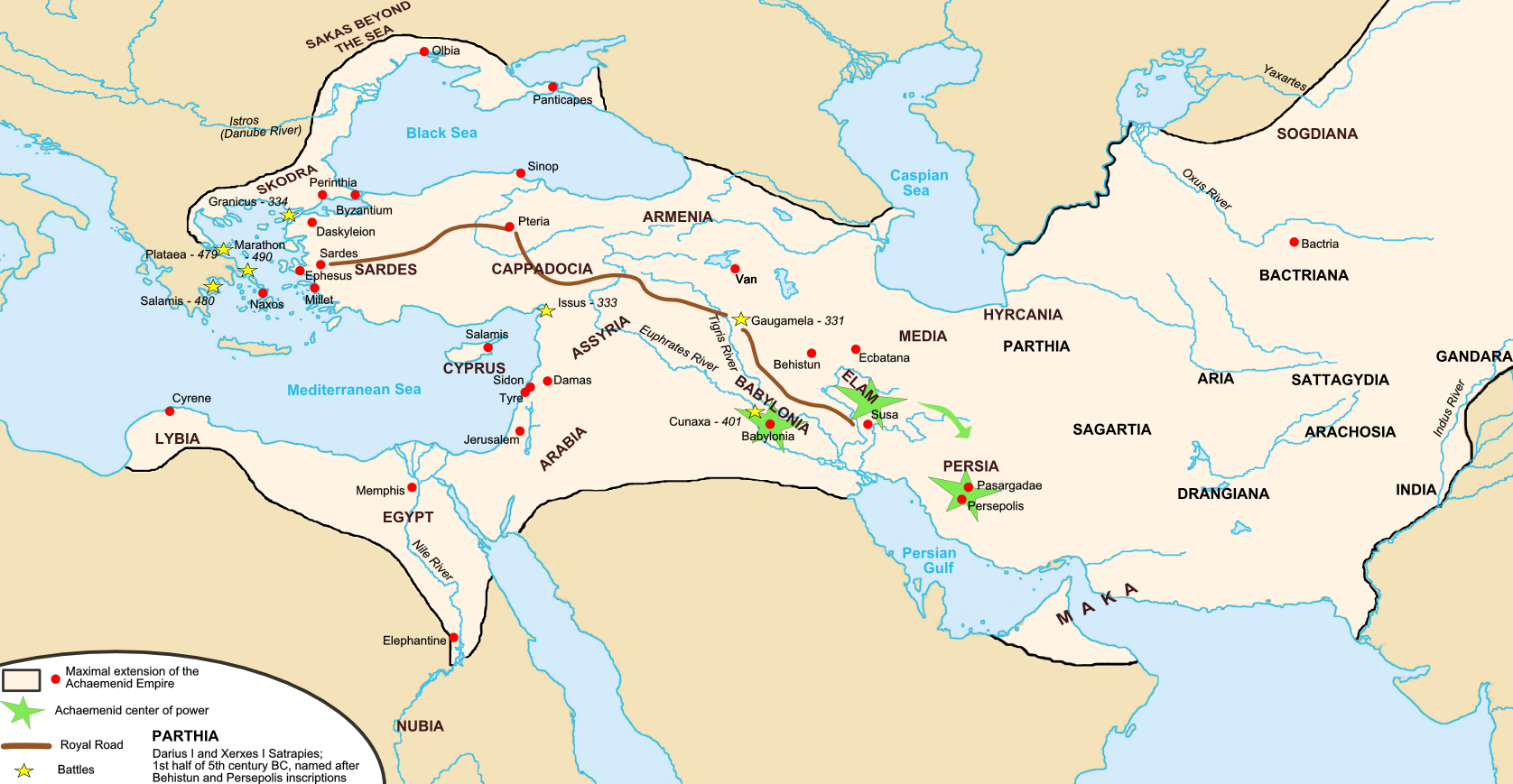
L'Impero achemenide e la sua grande estensione
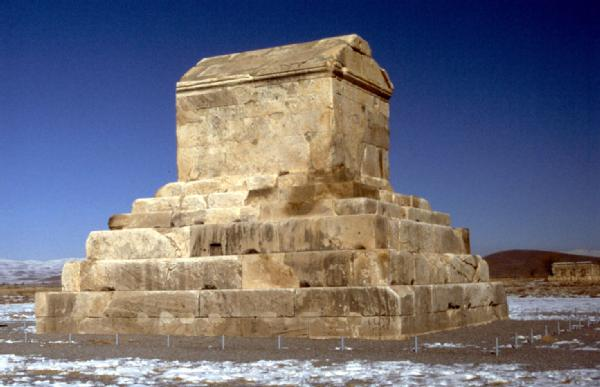
La tomba di Ciro il Grande
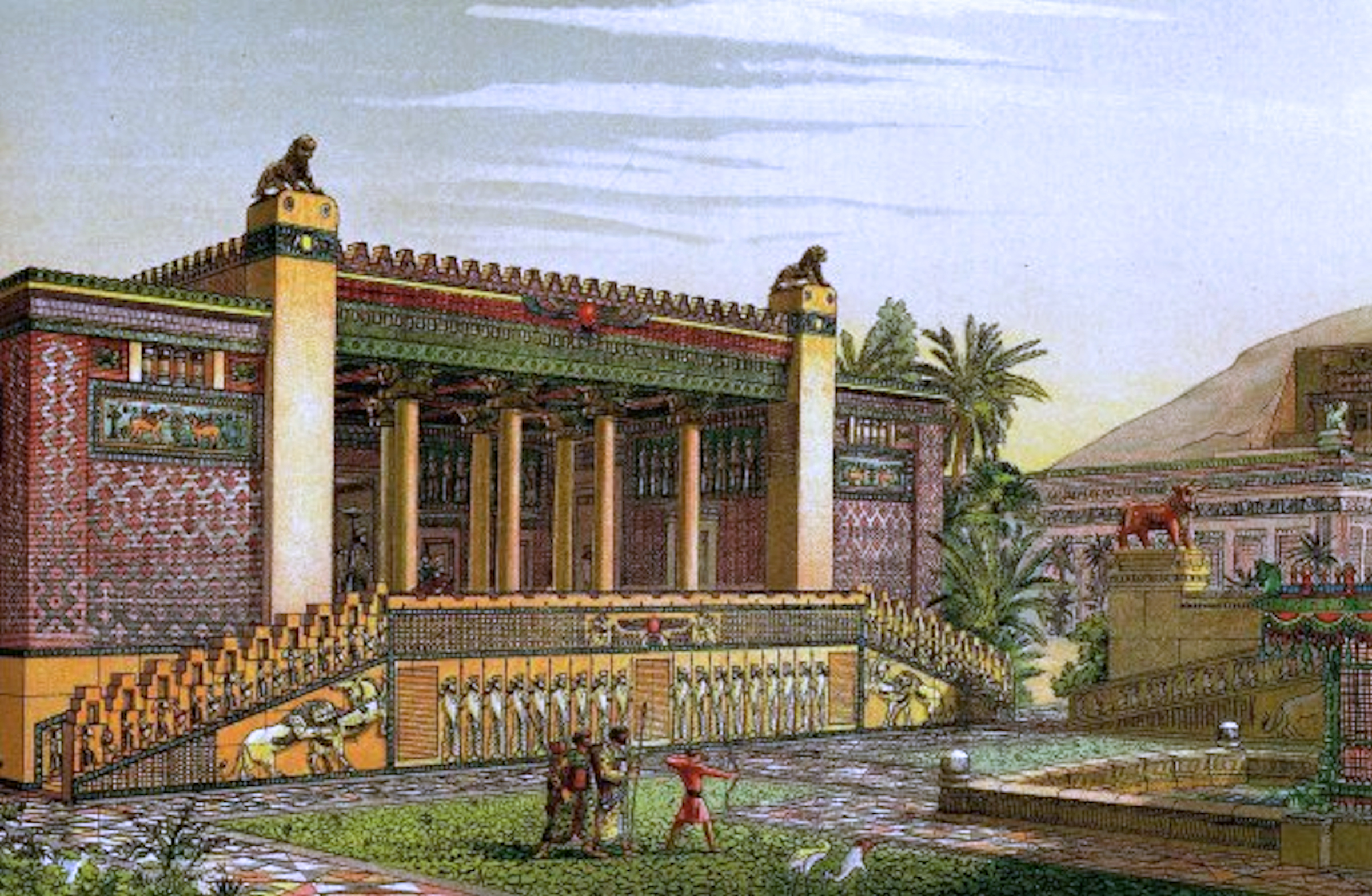
Rappresentazione del palazzo di Dario I a Persepoli (T. Chipiez)

Nel 646 a.C., il re assiro Assurbanipal saccheggiò Susa ponendo termine alla supremazia elamica nella regione. Era da oltre 150 anni che i re assiri della vicina Mesopotamia settentrionale cercavano di conquistare le tribù medie dell'Iran occidentale. Sotto la pressione dell'Assiria i piccoli regni dell'Iran occidentale si fusero in stati sempre più grandi e centralizzati.
Nella seconda metà del VII secolo a.C., i Medi guadagnarono l'indipendenza e vennero uniti da Re Deioce. Nel 612 a.C., Ciassare, nipote di Deioce, e il re babilonese Nabopolassar invasero l'Assiria, assediarono e alla fine distrussero Ninive, che ne era la capitale, portando alla caduta dell'impero neo-assiro. Urartu fu in seguito conquistata e distrutta dai Medi, i quali hanno avuto il merito di fondare l'Iran come nazione e impero, stabilendone il primo grande impero del suo tempo, fino a quando Ciro il Grande istituì l'impero unificato dei Medi e dei Persiani, che infine condurrà alla formazione dell'impero achemenide (550-330 a.C.).
Ciro il Grande rovesciò, a sua volta, gli imperi dei Medi, Lidio e neo-babilonese, creandone uno molto più grande dell'Assiria. Ciro fu in grado, attraverso un sapiente uso della diplomazia, di conciliare le esigenze dei diversi attori e soggetti del dominio persiano. La longevità del suo impero fu uno dei risultati più significativi. Il re persiano, al pari di quello assiro, era chiamato "Re dei Re", - "grande re," noto ai Greci come, Megas Basileus.

Il figlio di Ciro, Cambise II, conquistò l'ultima grande potenza della regione, l'antico Egitto, provocando il crollo della XXVI dinastia egizia. Dal momento che si ammalò e poi morì lasciando l'Egitto, come riferito da Erodoto, si disse fosse stato colpito per la sua empietà verso le antiche divinità egizie. Il vincitore, Dario I, basa la sua affermazione sull'appartenenza a una linea collaterale dell'Impero achemenide.

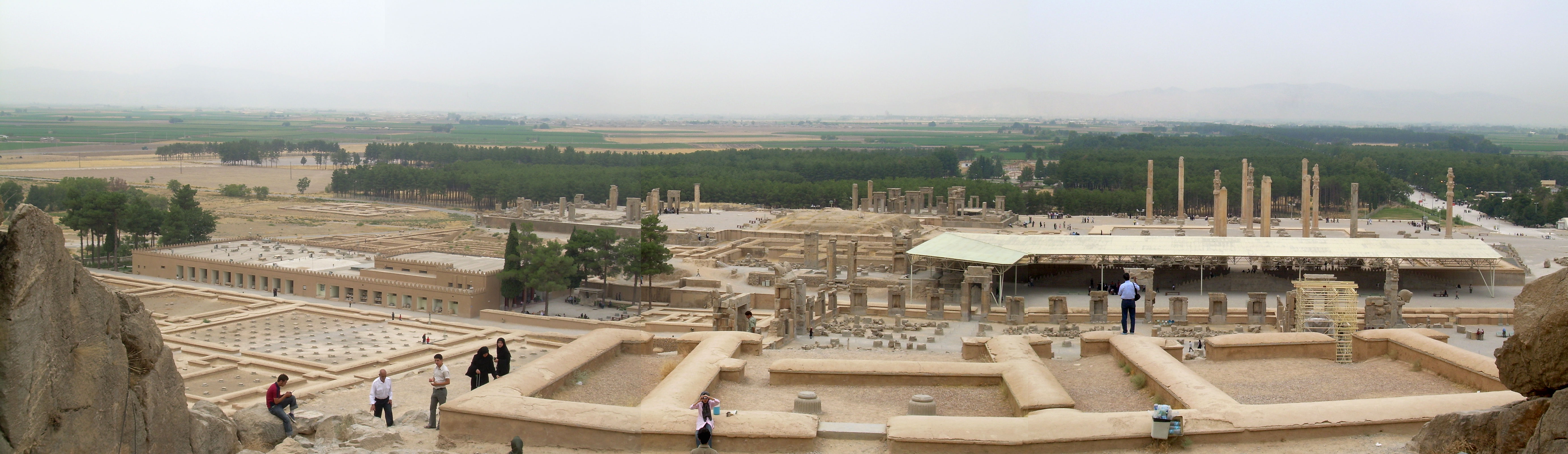
Panorama di Persepoli

Scelta Susa come prima capitale, Dario diede inoltre inizio al programma di costruzione di Persepoli. Ricostruì anche un canale tra il Nilo e il Mar Rosso, un precursore del moderno canale di Suez. Il sovrano persiano migliorò il vasto sistema stradale, tanto che la prima prima menzione di una Strada Reale risale proprio al suo regno. Si trattava di una grande strada che andava da Susa a Sardi costellata da stazioni situate a intervalli regolari. Il governo di Dario fu caratterizzato da una forte natura riformatrice: fu standardizzato il conio, nella forma del daric (moneta d'oro) e dello shekel (moneta d'argento), e l'efficienza amministrativa fu migliorata.
L'antica lingua persiana appare nelle iscrizioni reali, espressa in una versione appositamente adattata della scrittura cuneiforme. Sotto Ciro il Grande e Dario I, l'Impero persiano fu in grado di governare e amministrare buona parte del mondo conosciuto di allora, oltre al fatto di estendersi su tre continenti: vale a dire l'Europa, l'Asia, e l'Africa. L'impero persiano ha rappresentato in qualche modo una sorta di superpotenza mondiale della storia, fondandosi su un modello di tolleranza e rispetto per le altre culture e religioni.

La mappa mostra le città-chiave durante le invasioni persiane della Grecia

Alla fine del VI secolo a.C., Dario lanciò la sua campagna in Europa, in cui sconfisse i Peoni, conquistò la Tracia, e sottomise tutte le città greche della costa, così come sconfisse gli Sciti europei sul Danubio. Tra il 512 e 511 a.C., la Macedonia divenne un regno vassallo della Persia.
Nel 499 a.C., Atene sostenne la rivolta di Mileto, durante la quale avvenne il cosiddetto sacco di Sardi. Questo evento fece reagire gli Achemenidi, che si contrapposero alla Grecia continentale con le cosiddette guerre persiane, nella prima metà del V secolo a.C.. Durante la prima invasione persiana della Grecia, il generale Mardonio soggiogò la Tracia e la Macedonia, divenute successivamente parte integrante della Persia. Nel 480 a.C., i Persiani distrussero Atene. Ma la guerra, alla fine, si concluse in una sconfitta. Serse I, il successore di Dario, diede avvio la seconda invasione persiana della Grecia. In un momento cruciale del conflitto, la quasi totalità dei territori della Grecia continentale vennero invasi dai Persiani, tra cui tutti i territori a nord dell'Istmo di Corinto. Tuttavia, dopo le battaglie di Platea e di Salamina, la Persia perse i suoi punti d'appoggio in Europa, e alla fine si ritirò. La lotta continuò per diversi decenni dopo la cacciata persiana successivamente alla seconda invasione, con numerose città-Stato greche che formarono la Lega di Delo, per concludersi nel 449 a.C. con la pace di Callia, che pose fine alle guerre greco-persiane. 
Nel 404 a.C., dopo la morte di Dario II, l'Egitto si ribellò sotto Amirteo. I successivi Faraoni resistettero con successo ai tentativi persiani di riprendere l'Egitto, fino al 343 a.C., quando esso venne riconquistato da Artaserse III.

### La conquista ellenica e la dinastia seleucide
Tra il 334 e il 331 a.C. Alessandro Magno, dopo aver sconfitto Dario III nelle battaglie di Granico, Isso e Gaugamela, conquistò rapidamente l'impero persiano. L'impero di Alessandro Magno si sciolse poco dopo la sua morte, e il generale di Alessandro, Seleuco I, cercò di prendere il controllo dell'Iran, della Mesopotamia, e poi della Siria e dell'Anatolia. Il suo impero venne conosciuto come l'Impero seleucide. Seleuco I venne ucciso nel 281 a.C. da Tolomeo Cerauno.

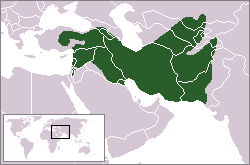
L'Impero seleucide nel 323 a.C.

La lingua greca, la filosofia e l'arte giunsero con i coloni. Durante l'epoca seleucide, il greco divenne la lingua comune della diplomazia e della letteratura in tutto l'impero.

### L'impero dei Parti

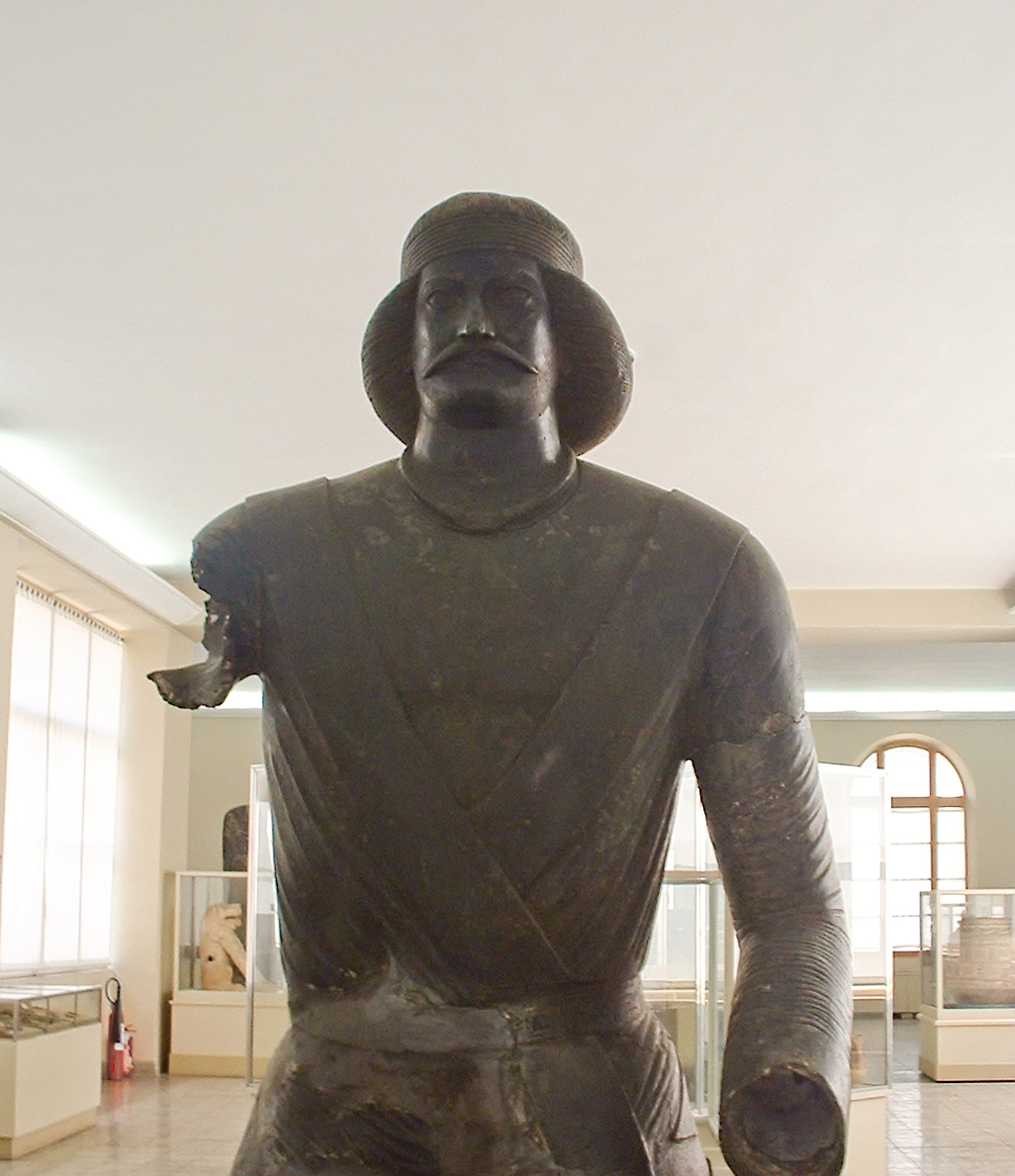
Statua di bronzo di un principe dei Parti, Museo Nazionale dell'Iran a Tehran

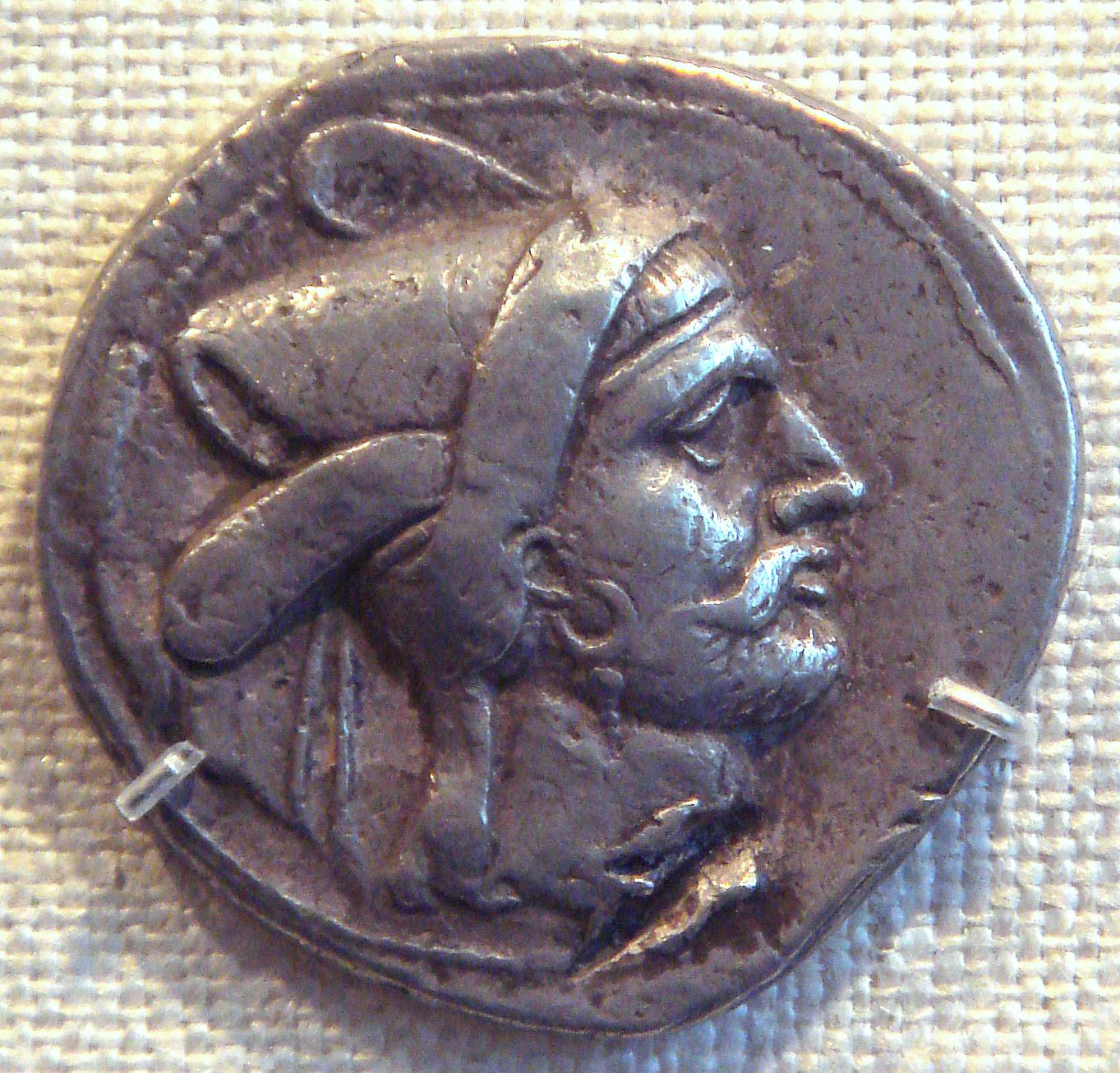
Bagadate I, il primo sovrano persiano nativo dopo il dominio greco

L'Impero partico fu il regno della dinastia Arsacide, che riunì e governò l'altopiano nel tardo III secolo a.C., dopo aver sconfitto l'Impero seleucide. In modo intermittente controllò la Mesopotamia tra il 150 a.C. e il 224 d.C. L'impero dei Parti, attraverso le sue conquiste, incluse rapidamente anche l'Arabia orientale.
I Parti furono acerrimi nemici dell'Impero romano, riuscendo a limitare l'espansione di Roma nell'Anatolia centrale, al di là della Cappadocia. Gli eserciti dei Parti comprendevano due tipi di cavallerie: i catafratti, pesantemente armati e corazzati, e gli arcieri a cavallo, dotati di armamento leggero ed estremamente mobili.
Per i Romani, con la fanteria pesante, era difficile sconfiggere l'esercito dei Parti, in quanto entrambi i tipi di cavalleria persiana erano molto più veloci e mobili dei soldati a piedi. Il tiro alla partica utilizzato dalla cavalleria dei Parti era una strategia di combattimento particolarmente temuta dai soldati romani, rivelatasi fondamentale nella schiacciante sconfitta romana nel corso della battaglia di Carre. D'altra parte, i Parti trovarono difficoltà a occupare le aree conquistate, essendo inesperti in materia di assedi. A causa di queste debolezze, né i Romani né i Parti furono in grado di annettere totalmente i rispettivi territori. L'Impero dei Parti sopravvisse per cinque secoli, più della maggior parte degli imperi orientali. La sua fine avvenne nel 224 d.C., quando l'organizzazione dell'impero si era allentata e l'ultimo re sconfitto da uno dei popoli vassalli dell'impero: i Sasanidi. Tuttavia, la dinastia Arsacide continuò a esistere per secoli in Armenia, in Iberia e nell'Albania caucasica.

### L'Impero sasanide

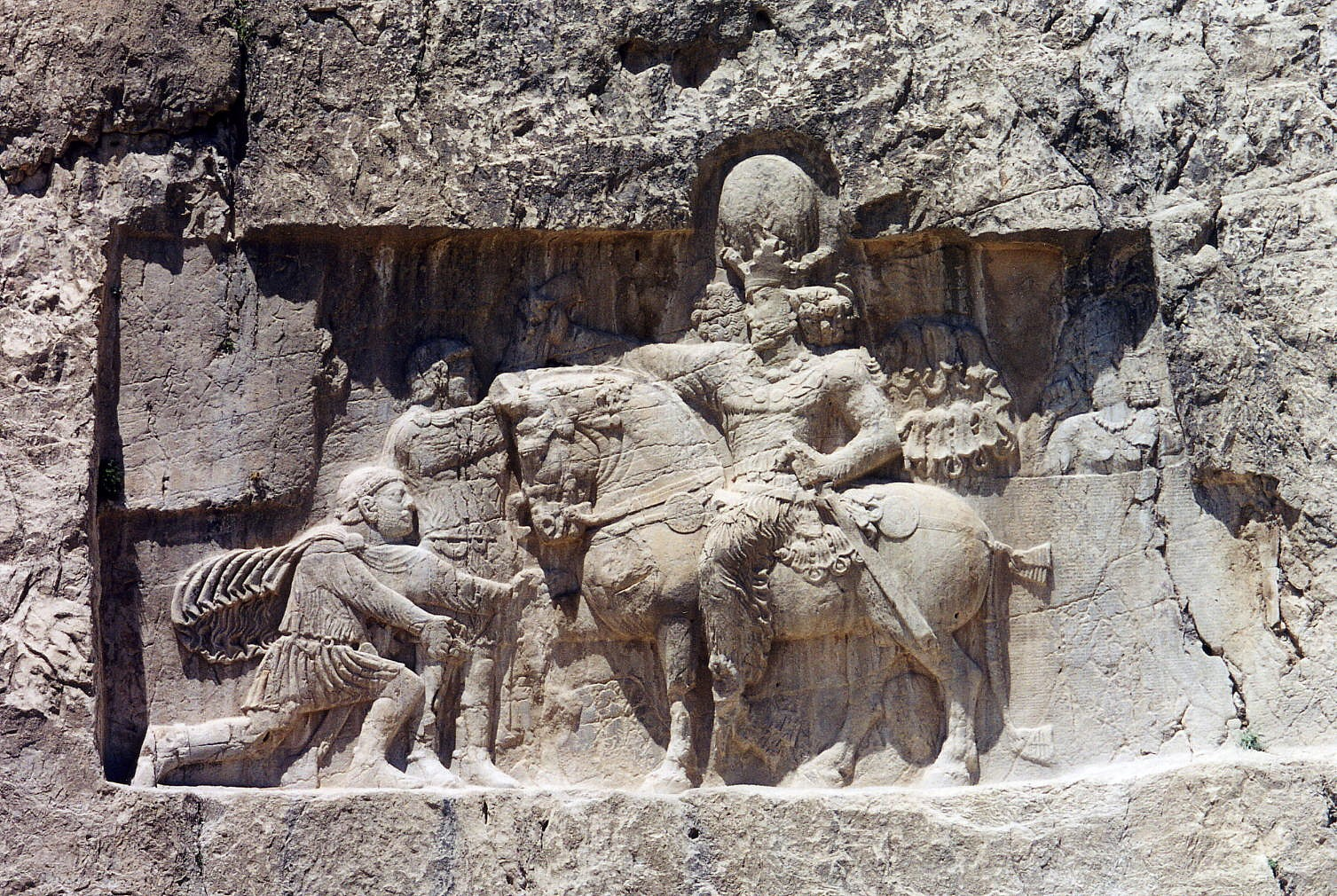
Un bassorilievo a Naqsh-e Rostam dell'imperatore iranico Sapore I (a cavallo) che cattura l'imperatore romano Valeriano (in ginocchio) e Filippo l'Arabo (in piedi)

Il primo scià dell'impero sasanide, Ardashir I, iniziò a riformare il paese sia economicamente sia militarmente. Per un periodo di oltre 400 anni, l'Iran fu, ancora una volta, una delle potenze leader nel mondo, accanto alla sua vicina rivale, l'Impero romano e successivamente l'Impero bizantino. Il territorio dell'Impero, all'acme comprendeva tutto dell'Iran di oggi, l'Iraq, l'Azerbaijan, l'Armenia, la Georgia, l'Abkhazia, il Daghestan, Israele, Libano, la Giordania, la Palestina, parti dell'Afghanistan, la Turchia, la Siria e parti del Pakistan, l'Asia centrale, l'Arabia orientale e parti dell'Egitto.
La maggior parte della vita dell'impero sasanide venne caratterizzata dalle frequenti guerre bizantino-sasanidi, una continuazione delle guerre romano-partiche e delle guerre romano-persiane; l'ultimo fu il conflitto più lungo nella storia umana. Iniziato nel I secolo a.C. dai loro predecessori, i Parti e i Romani, la guerra proseguì fino al VII secolo. I Persiani sconfissero i Romani nella battaglia di Edessa nel 260, in cui l'imperatore romano Valeriano fu fatto prigioniero per il resto della sua vita.

Nella fase iniziale fu conquistata l'Arabia orientale. Tra il 590 e il 628, durante il governo di Cosroe II, furono annessi all'impero l'Egitto, la Giordania, la Palestina e il Libano. I Sasanidi chiamavano il loro impero Erânshahr.

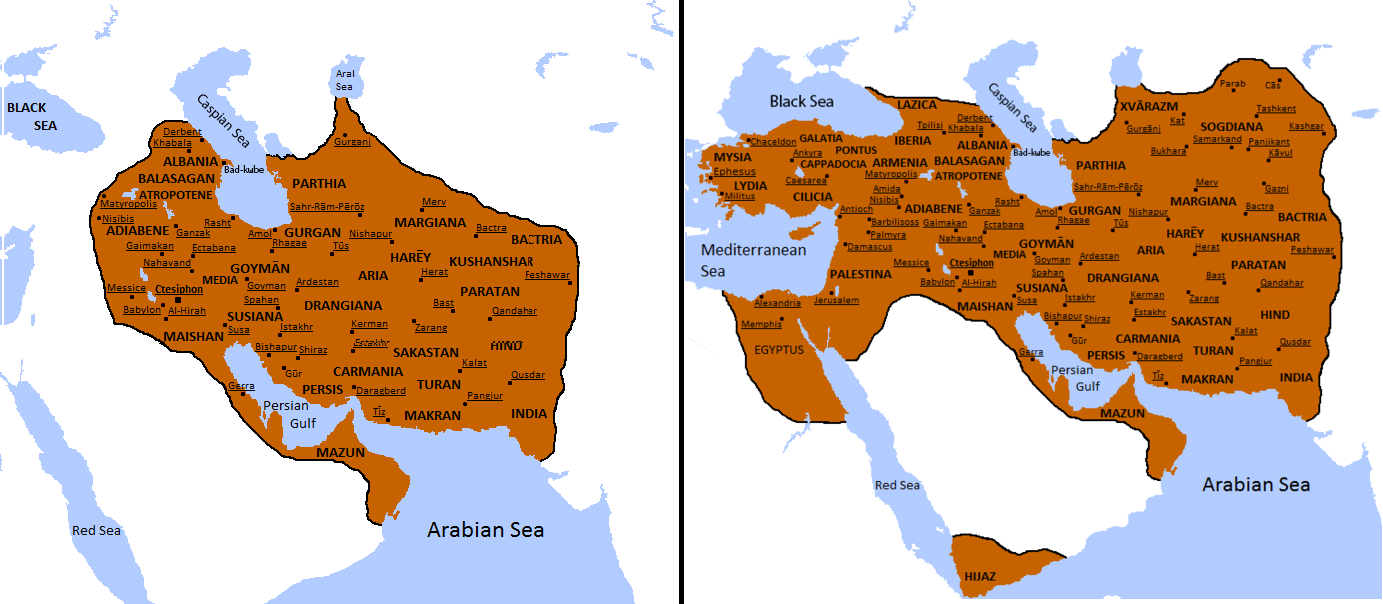
L'espansione dell'Impero sasanide dal 600 al 620 d.C.

In 600 anni di conflitto conflitto con l'impero romano. gli eserciti sasanidi e romano-bizantini si scontrarono per il controllo sull' Anatolia, il Caucaso occidentale la Mesopotamia, l'Armenia e il Levante. Sotto Giustiniano I, la guerra portò a una pace precaria, con il pagamento di un tributo ai Sasanidi.
Tuttavia i Sasanidi usarono la deposizione dell'imperatore bizantino Maurizio come casus belli per attaccare l'Impero. Dopo molte vittorie sugli eserciti dell'impero Romano, i Sasanidi furono sconfitti a Isso, Costantinopoli e infine a Ninive, e dovettero stipulare un trattato di pace. 
Grande importanza ebbe lo scontro con i Bizantni, che dopo un'iniziale predominio persiano, si concluse con la disfatta sasanide ad opera dell'Imperatore Eraclio, che espugnò la capitale sasanide di Ctesifonte.
La fine dell'Impero sasanide giunse però con gli Arabi musulmani, che colpirono l'Impero, indebolito dalla sconfitta coi Bizantini, dopo una serie di battaglie accanite, l'ultima delle quali fu la battaglia di al-Qādisiyya, nel 632.
La vittoria arabo-islamica non comportò subito l'adozione dell'Islam da parte degli sconfitti, che si verificò in pieno periodo omayyade e nel primo periodo abbaside. Tale conversione apportò un profondo miglioramento economico e culturale per il mondo arabo-islamico.
Gran parte di quella che più tardi divenne nota come cultura islamica - arti, scienze, grammatica araba e altro ancora - fu conseguita grazie ai Persiani conquistati, non troppo diversamente da quanto era accaduto a Roma con la sua conquista della Grecia.

## L'Iran medievale

### Sultanato e califfato

Fasi della conquista islamica:
Espansione sotto Maometto, 622–632
Espansione sotto il Califfato dei Rāshidūn, 632–661
Espansione sotto il Califfato Omayade, 661–750

Espansione sotto Maometto, 622–632
     Espansione sotto il Califfato dei Rāshidūn, 632–661
     Espansione sotto il Califfato Omayade, 661–750

#### Conquista islamica della Persia
Nel 633, quando il re sasanide Yazdgard III regnava in Persia, i musulmani guidati da ʿUmar ibn al-Khaṭṭāb invasero il Paese. C'era da poco stata una sanguinosa guerra civile che aveva seguito la sconfitta con i Bizantini. In quella guerra civile molti membri di casati nobili , come il re Dinar del Casato di Karen, e più tardi Kanarang del Khorasan, si erano ammutinati contro i loro signori sasanidi. Il Casato di Mehrān, anche se aveva rivendicato il trono sasanide sotto i due importanti generali Bahram VI e Shahvaraz, rimase però leale ai Sasanidi durante la guerra civile e la successiva lotta contro gli Arabi musulmani. I Mehrān però furono poi traditi e sconfitti dai propri parenti, il Casato di Ispahbudhan, guidati dal loro capo Farrukhzad, che si era ammutinato contro Yazdgard III.
Yazdgard III fuggì da un distretto all'altro fino a quando un mugnaio locale lo uccise per rapinarlo a Merv nel 651. Nel 674, i musulmani avevano conquistato il Grande Khorasan (che comprendeva la moderna regione iraniana del Khorasan, l'Afghanistan moderno e parti di Transoxiana).
La conquista musulmana della Persia pose fine all'Impero sasanide e portò al declino della religione zoroastriana in Persia. Nel corso del tempo, la maggioranza degli Iraniani si convertì all'Islam. La maggior parte delle realizzazioni precedenti non furono perse, ma assorbite dal nuovo sistema politico islamico. Bernard Lewis ha commentato:
()

#### Il califfato omayyade e le sue incursioni sulla costa del Caspio
Dopo la caduta della dinastia sasanide nel 651, i califfi omayyadi mantennero molte usanze persiane, in particolare le procedure dell'amministrazione e il cerimoniale di corte. I governatori provinciali arabi erano Aramei persianizzati o Persiani di altre etnie; il persiano rimase una lingua molto impiegata a livello internazionale da parte del califfato fino all'adozione della lingua araba verso la fine del VII secolo, quando nel 692 il conio venne avviato nella capitale califfale, Damasco. Le nuove monete arabo-islamiche imitarono quelle sasanidi e bizantine e la scrittura Pahlavi o greca sulle monete fu sostituita con elementi epigrafici in arabo.
Durante il califfato omayyade, i conquistatori arabi imposero l'arabo coranico come lingua ufficiale dei popoli assoggettati in tutto il loro impero. Al-Hajjaj ibn Yusuf, il più grande conoscitore della lingua araba della sua età, dispose che la lingua ufficiale delle terre conquistate dovesse essere l'arabo, imposto anche con la forza. Al-Biruni da Le tracce rimanenti dei secoli passati (al-Athār al-bāqiya), per esempio ha scritto:
(Al-Biruni. الآثار الباقية عن القرون الخالية, p.35,36,48)
Gli storici sottolineano che gli Omayyadi imposero ai Persiani lo statuto della "dhimma" e aumentarono le imposte dai dhimmi a beneficio della comunità araba musulmana, scoraggiando ogni conversione. I governatori presentavano denunce al califfo quando egli promulgava leggi che rendevano più facile la conversione, privando le province dei ricavi derivanti dalla jizya e dal kharaj.

Mappa del Tabaristan e dei suoi territori vicini

Nel VII secolo, quando molti non-arabi come i Persiani si convertirono all'Islam, vennero etichettati come mawlā (affrancati) e trattati come cittadini di seconda classe dalla classe dirigente araba fino alla fine della dinastia degli Omayyadi. Durante questo periodo, gli Omayyadi disposero che i popoli assoggettati dovessero essere associati formalmente a uno dei gruppi tribali arabi che avevano partecipato alla conquista, e all'adozione dello stato di mawlā. Le discriminazioni politiche degli Omayyadi non riuscirono tuttavia a contenere i moti rivendicativi di queste "minoranze", penalizzate particolarmente sul piano fiscale.
Non tutti i popoli iranici erano ancora sotto il controllo arabo, per esempio, la regione del Daylam era ancora sotto il controllo dei daylamiti, mentre il Tabaristan era sotto il controllo dei Dabuyidi e dei Paduspanidi, e la regione del Damavand sotto il controllo Masmughan. Gli Arabi avevano invaso queste regioni diverse volte, senza però ottenere alcun risultato decisivo a causa del terreno inaccessibile. Il sovrano più importante dei Dabuyidi, noto come Farrukhan il Grande (r. 712-728), riuscì a mantenere i suoi domini nel corso della sua lunga lotta contro il generale arabo Yazid ibn al-Muhallab, sconfitto da un esercito combinato daylamita-dabuyide, e costretto a ritirarsi dal Tabaristan.
Nel 743, con la morte del califfo omayyade Hishām ibn ʿAbd al-Malik, il mondo arabo-islamico si avviò verso una guerra civile. Abu Muslim fu inviato nel Khorasan dagli Abbasidi, inizialmente per fare propaganda per la loro causa di rivendicazione del califfato, e per suscitare una rivolta dei mawālī. L'emissario degli Abbasidi mosse da Merv e sconfisse il governatore omayyade Nasr ibn Sayyar. Nello stesso periodo, il Dabuyid capo del Khurshiddichiarò l'indipendenza dagli Omayyadi, ma fu subito costretto a riconoscere l'autorità abbaside. Nel 750, Abū Muslim divenne capo dell'esercito abbaside e sconfisse gli ultimi Omayyadi nella battaglia di Zab. Abū Muslim, nel 751, prese d'assalto Damasco, la capitale del califfato omayyade.

#### Il califfato abbaside e i governi iranici semi-indipendenti

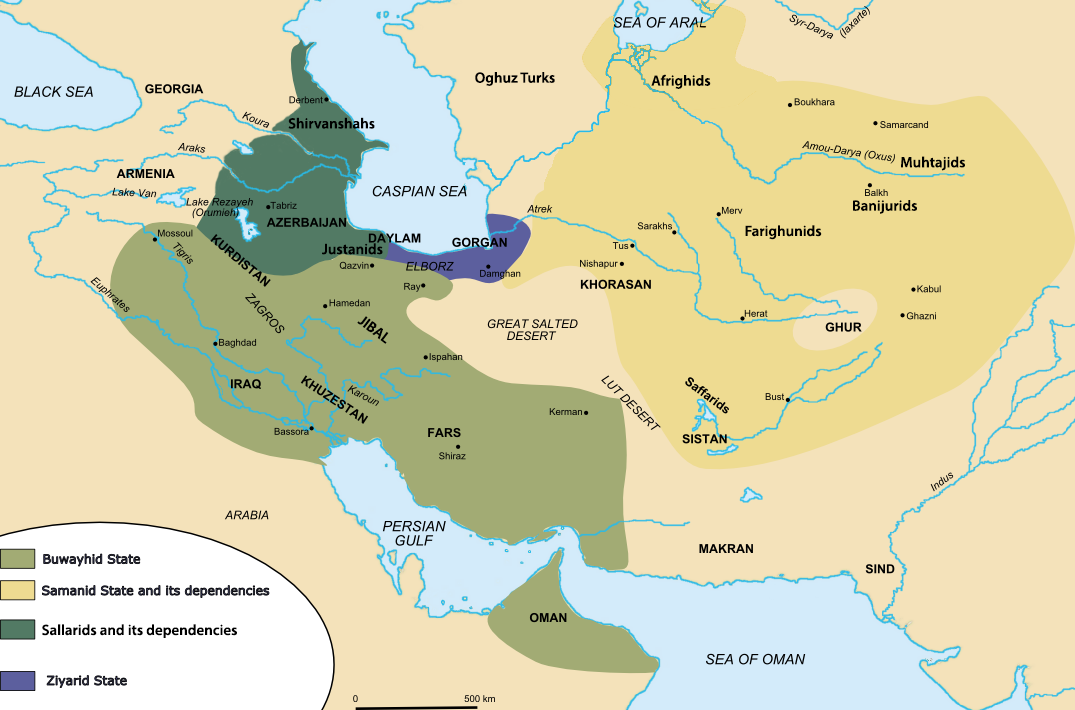
Mappa delle dinastie iraniche verso la metà del X secolo

L'esercito abbaside era composto principalmente da Khorasani condotti dal generale Abū Muslim al-Khorasānī. Le truppe erano composte da elementi persiani e arabi, e gli Abbasidi godevano sia del sostegno iranico sia dell'appoggio arabo alide. Gli Abbasidi nel 750 rovesciarono gli Omayyadi. Secondo il professor Amir Arjomand, la rivoluzione abbaside segnò, in Medio Oriente, essenzialmente la fine dell'impero arabo originario e l'inizio di uno Stato multietnico più inclusivo.
Uno dei primi cambiamenti apportati dagli Abbasidi dopo la presa del potere degli Omayyadi fu quello di spostare la capitale dell'impero da Damasco, nel Bilad al-Sham, in Iraq. Quest'ultima regione venne influenzata dalla storia e dalla cultura persiana. Nel 762 venne costruita sul fiume Tigri, la città di Baghdad, per servire come nuova capitale.
Gli Abbasidi, nella loro amministrazione, nominarono i Barmecidi loro visir, titolo equivalente a "Primo ministro". Una nuova burocrazia persiana iniziò così a sostituire la vecchia burocrazia araba, e tutta l'amministrazione rifletté questi cambiamenti, dimostrando che la nuova dinastia era molto diversa dagli Omayyadi.

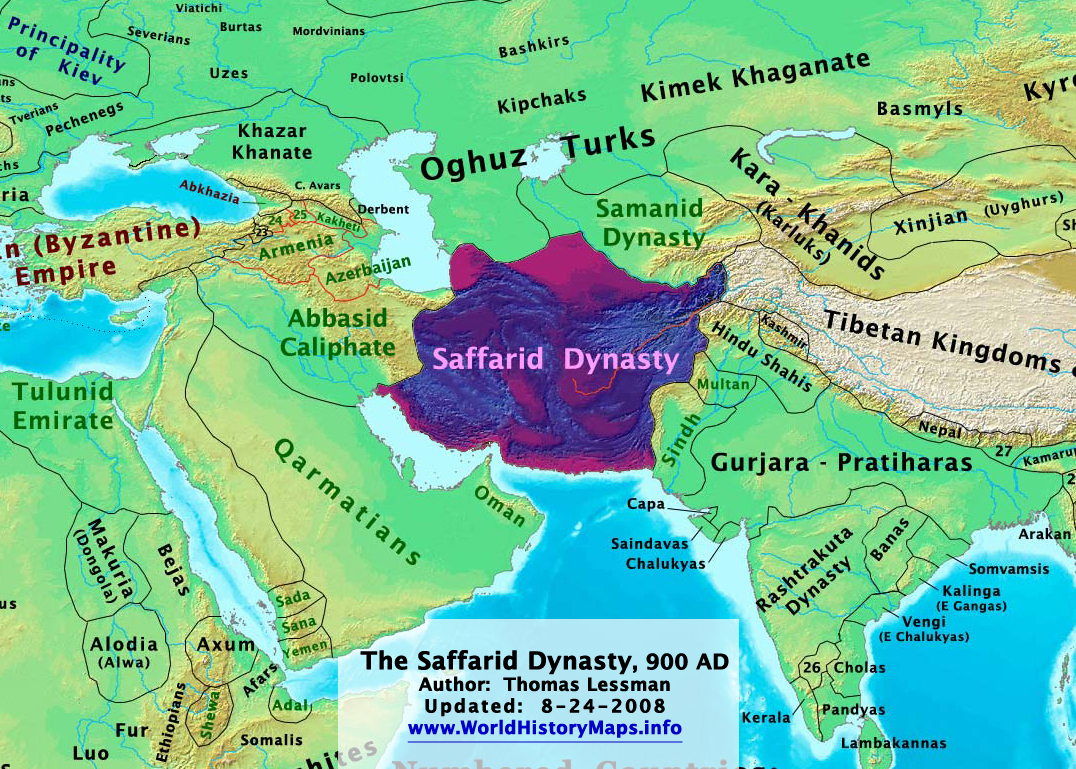
La dinastia saffaride nel 900

Con il IX secolo, il controllo degli Abbasidi iniziò a declinare e, dagli angoli più remoti del califfato, emersero capi decisi a sfidare l'autorità centrale del califfato. I califfi iniziarono così ad arruolare o a comprare schiavi di origine turca originati dell'Asia centrale, e più esattamente in Transoxiana. Poco dopo, il potere dei califfi abbasidi iniziò a declinare: alla fine divennero leader puramente simbolici sotto il profilo religioso, mentre gli schiavi-guerrieri governavano.
Non appena il potere dei califfi abbasidi diminuì, una serie di dinastie emerse in diverse parti dell'Iran, alcune con notevole influenza e potere. Tra le più importanti di queste si sovrapposero: i Tahiridi nel Khorasan, i Saffaridi nel Sistan, e i Samanidi, originariamente a Bukhara. Infine i Samanidi, che governarono su una zona centrale, dall'Iran al Pakistan.
All'inizio del X secolo, gli Abbasidi persero quasi il controllo contro la crescente fazione persiana dei Buwayhidi, originari del Daylam. Dal momento che gran parte dell'amministrazione abbaside era di etnia persiana, in ogni caso, i Buwayhidi furono in grado di assumere il potere reale a Baghdad. I Buwayhidi furono sconfitti a metà dell'XI secolo dai Turchi selgiuchidi, il cui nome derivava da quello del loro eponimo Seljuk. L'equilibrio di potere a Baghdad rimase inalterato, con gli Abbasidi al potere solo nominalmente, e coi Selgiuchidi veri detentori del potere civile e militare fino a quando l'invasione mongola del 1258 saccheggiò la città e pose definitivamente fine alla dinastia abbaside.
Durante il periodo abbaside fu operato nei confronti dei Mawlā un affrancamento, e apportato un cambiamento profondo nella concezione politica, trasformando un impero prevalentemente arabo in un impero effettivamente musulmano, e, nel 930 circa fu promulgata una legge che imponeva a tutti i burocrati dell'Impero di essere di religione islamica (in precedenza erano stati impiegati cristiani copti e greci, ebrei, o zoroastriani).

#### L'età d'oro islamica, il movimento della Shuʿūbiyya e il processo dipersianizzazione

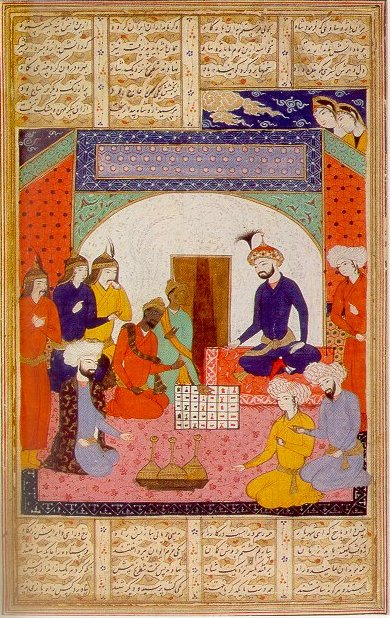
Manoscritto persiano che descrive come un ambasciatore in India abbia portato il gioco degli scacchi alla corte persiana.

L'islamizzazione fu un lungo processo attraverso il quale la maggioranza della popolazione della Persia si era, nel corso del tempo, progressivamente adattata. La cosiddetta, "curva di conversione", di Richard Bulliet indica che solo il 10% dell'Iran si convertì all'Islam durante il periodo omayyade. A partire dal periodo abbaside, con il suo insieme di Persiani e governanti arabi, la percentuale musulmana della popolazione aumentò. Quindi i Persiani musulmani consolidarono la loro presenza attiva nel governo del paese e la popolazione di fede islamica passò dal 40% circa della metà del IX secolo a quasi il 100% entro la fine del XI secolo. Seyyed Hossein Nasr suggerisce che il rapido aumento della conversione venne incentivato dalla nazionalità persiana dei governanti.
Anche se i Persiani adottarono la religione dei loro conquistatori, nel corso dei secoli lavorarono per proteggere e far rivivere la loro lingua e la cultura, un processo noto come persianizzazione. Anche Arabi e Turchi parteciparono a questo tentativo.
Nel IX e X secolo, nella Umma si ebbe un movimento chiamato Shu'ubiyya che, pur essendo un fenomeno squisitamente letterario, metteva in discussione la condizione privilegiata degli Arabi. La maggior parte di coloro che partecipavano attivamente al movimento erano Persiani, ma vi erano anche altre realtà etniche (Egiziani, Berberi ecc.). Rifacendosi al principio di uguaglianza delle razze e dei popoli, il movimento fu principalmente utile per preservare la cultura e proteggere l'identità culturale persiana in contesto islamico. L'effetto più importante del movimento fu la sopravvivenza della lingua persiana, rilanciata però solo vario tempo dopo, sotto i Samanidi.
La dinastia samanide guidò infatti la rinascita della cultura persiana, sia con lo storico Bal'ami sia con l'importante poeta persiano, Rudaki, nato in questo periodo, ed elogiato dai signori Samanidi. I Samanidi ripristinarono molte antiche festività persiane. I loro successori, i Ghaznavidi, di origine turca, divennero uno strumento per il rilancio della lingua persiana.
L'apice culturale del movimento di persianizzazione fu rappresentato dallo Shahnameh, il poema epico nazionale dell'Iran, scritto quasi interamente in persiano da Ferdowsi. Questo lavoro voluminoso riflette la storia dell'Iran antico, i suoi valori culturali unici, la sua religione zoroastriana pre-islamica, e il suo senso di nazione. Secondo Bernard Lewis: 

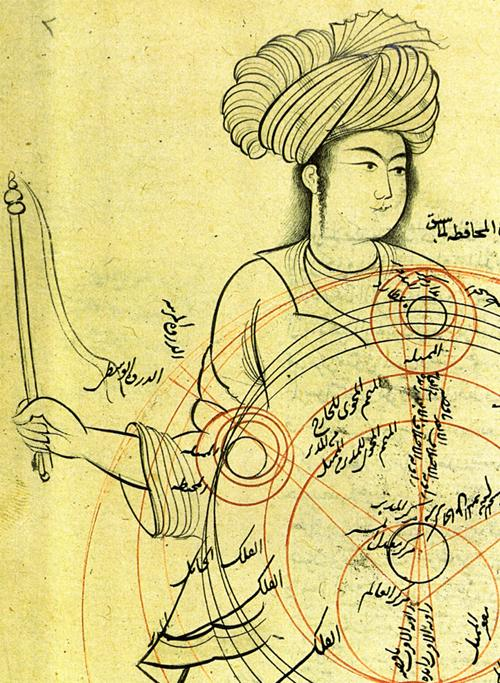
Estratto da un manoscritto medievale di Qotb al-Din Shirazi (1236-1311), astronomo persiano. L'immagine raffigura un modello planetario epicicloidale.

L'islamizzazione dell'Iran ha prodotto profonde trasformazioni all'interno della struttura culturale, scientifica e politica della società iranica: la fioritura della letteratura persiana, la filosofia, la medicina e l'arte divennero elementi principali della civiltà musulmana di nuova formazione. Ereditando un patrimonio di migliaia di anni di civiltà, ed essendo al "crocevia delle principali autostrade culturali", la Persia contribuì a far emergere "l'epoca d'oro islamica". Durante questo periodo, centinaia di studiosi e scienziati hanno contribuito notevolmente alla tecnologia, alla scienza e alla medicina, influenzando in seguito l'ascesa della scienza europea durante il Rinascimento.
Gli studiosi più importanti di quasi tutte le correnti religiose e di pensiero islamico erano persiani o vissuti in Iran, compresi i più importanti e affidabili raccoglitori di Ḥadīth sciiti e sunniti, come Shaykh Ṣadūq, Muhammad ibn Ya'qub al-Kulayni, Hakim al-Nishaburi, Muslim ibn al-Hajjaj e l'Imam al-Bukhārī, i più grandi teologi sciiti e sunniti come Shaykh Tusi, Imam Ghazālī, l'Imam Fakhr al-Din al-Razi e Zamakhshari, i più grandi medici, astronomi, logici, matematici, metafisici, filosofi e scienziati come Avicenna (Ibn Sīnā), Rāzī e Nāṣir al-Dīn al-Tūsī, il grande esponente del sufismo Rumi o ʿAbd al-Qādir al-Gīlānī.

#### Gli Stati persiani e le dinastie (977-1219)

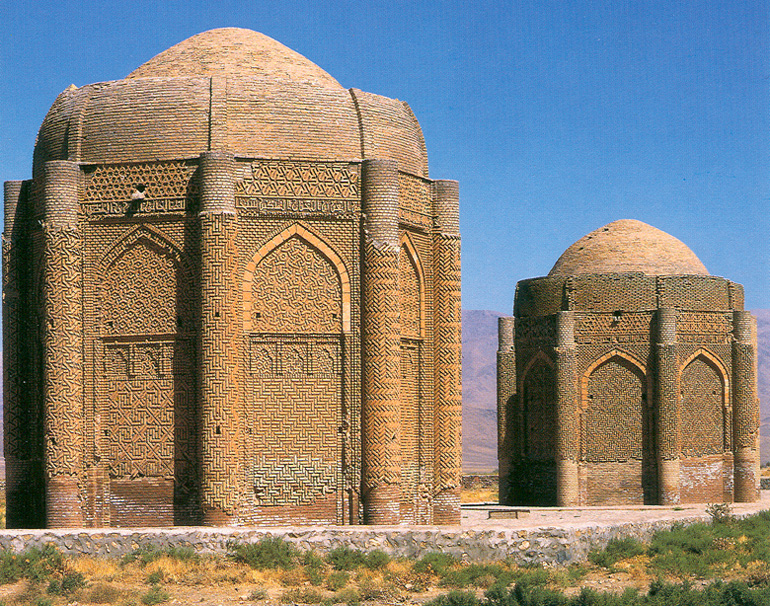
Le torri gemelle di Kharaghan, costruite nel 1067, in Persia, contengono le tombe dei principi Selgiuchidi

Nel 977 un governatore turco dei Samanidi, Abu Mansur Sabuktigin, conquistò Ghazni, situata nell'attuale Afghanistan, stabilendovi una dinastia, i Ghaznavidi, sopravvissuti fino al 1186. L'Impero ghaznavide crebbe, nell'ultimo decennio del X secolo, conquistando tutti i territori a sud del regno Samanide e del fiume Amu Darya, e le parti eventualmente occupate dell'Iran orientale, l'Afghanistan, il Pakistan e l'India nord-occidentale.
I Ghaznavidi sono per lo più famosi per l'espansione dell'Islam nell'India induista. L'invasione dell'India è iniziata nell'anno 1000 dal sovrano ghaznavide, Maḥmūd, e continuò per diversi anni. Furono in grado di mantenere il potere per molto tempo, anche dopo la morte di Maḥmūd, avvenuta nel 1030. Fu nel 1040 che i Selgiuchidi, conquistarono i territori iranici conquistati dai Ghaznavidi.
I Selgiuchidi, che come i Ghaznavidi, erano di origine turca, si erano persianizzati, e lentamente, nel corso dell'XI secolo, conquistarono l'Iran. La dinastia ha le sue origini nelle confederazioni tribali turcomanne dell'Asia centrale, segnando con il loro arrivo l'inizio del potere turco nel Vicino Oriente e in Anatolia. Stabilirono inoltre, tra il XI e il XIV secolo, un dominio musulmano sunnita sia su territori dell'Asia centrale sia del Medio Oriente. Hanno creato un impero noto come Grande Impero selgiuchide che si estendeva dall' Anatolia all'ovest dell'attuale Afghanistan occidentale a est, e ai confini occidentali della odierna Cina nel nord-est, e fu il bersaglio della Prima crociata. Oggi sono considerati come gli antenati culturali dei turchi occidentali, gli abitanti attuali dell'Azerbaigian, della Turchia e del Turkmenistan, e ricordati come formidabili guerrieri ma anche come grandi mecenati della cultura persiana, dell'arte, della letteratura e della lingua.
Il fondatore della dinastia selgiuchide, Tughril Beg, sconfisse i Ghaznavidi nel Khorasan. Si diresse poi a sud e a ovest, conquistando molte città lungo il suo percorso. Nel 1055 il califfo di Baghdad attribuì a Tughril Beg il titolo di Sultano. Con i successori di Tughril Beg, Alp Arslan e Malik Shāh,, l'Iran godette di una rinascita culturale e scientifica, in gran parte attribuita al suo geniale visir persiano, Nizam al-Mulk. Questi fondò l'osservatorio ove ʿOmar Khayyām condusse gran parte della sua sperimentazione per la realizzazione di un nuovo calendario, e costruì numerose Madrase, o scuole religiose, con numerose materie anche profane, in tutte le principali città, tra cui la famosa Niẓāmiyya di Baghdad. Convinse tra l'altro Abū Ḥāmid al-Ghazālī, uno dei più grandi teologi islamici, e altri eminenti studiosi a trasferirsi a Baghdad, incoraggiando e sostenendo il loro lavoro.

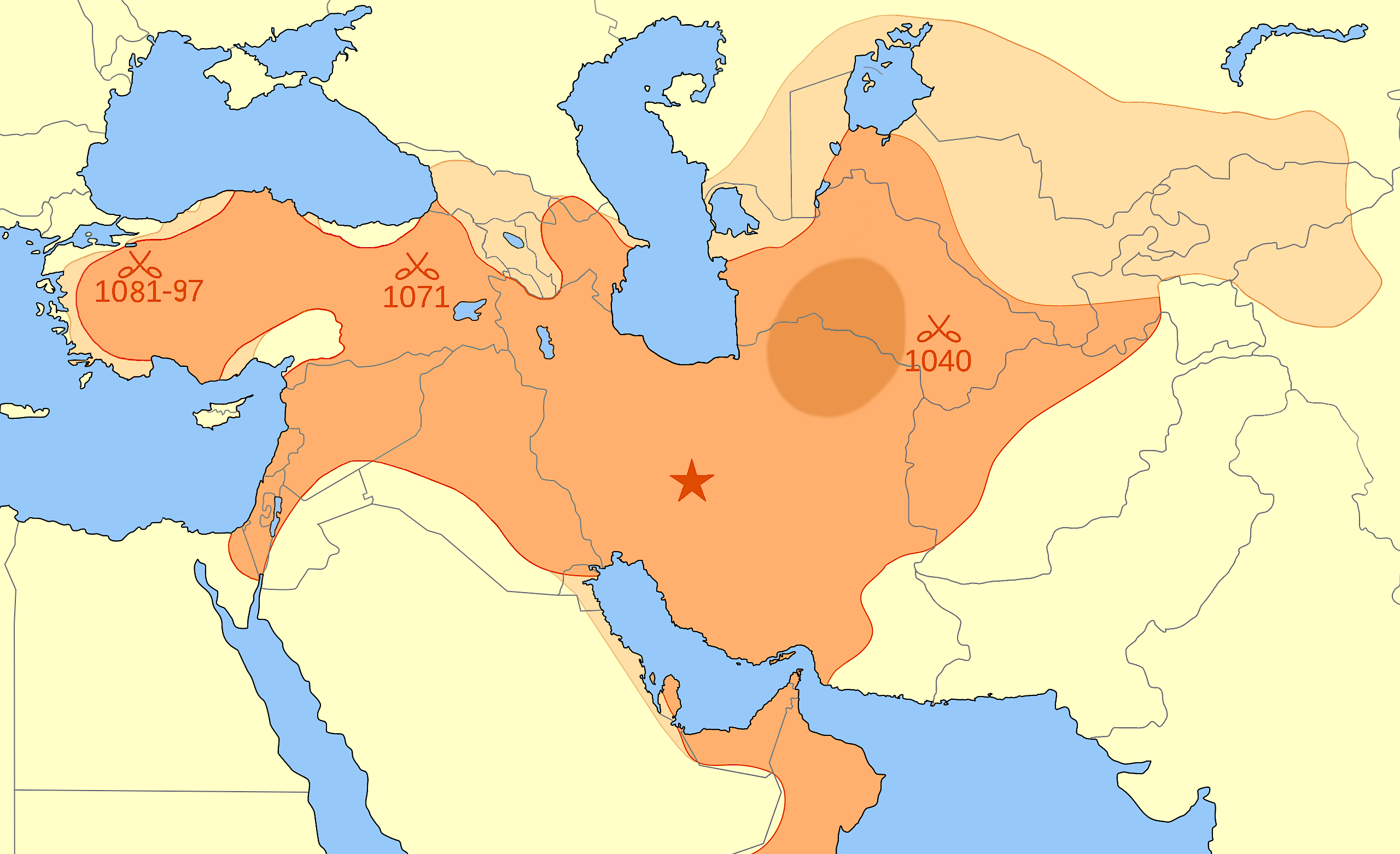
Mappa dell'Impero selgiuchide nella sua fase di massima espansione

Quando Malik Shāh I morì nel 1092, l'impero venne diviso tra il fratello e i quattro figli, i quali entrarono in competizione per la divisione dell'impero. In Anatolia gli succedette Qilij Arslan I che fondò il Sultanato di Rum, mentre in Siria gli succedette il fratello, Tutush I. In Persia gli succedette il figlio Maḥmūd I, il cui regno venne contestato dai suoi altri tre fratelli Barkiyaruq in Iraq, Muhammad I a Baghdad e Ahmed Sanjar nel Khorasan. Il potere selgiuchide in Iran si indebolì, per cui altre dinastie iniziarono a manifestarsi, tra cui un risorgente califfato abbaside e l'Impero Corasmio. L'Impero corasmio era una dinastia sunnita che aveva governato in Asia centrale. Originariamente vassalli dei Selgiuchidi, approfittarono del loro declino per espandersi in Iran. Nel 1194 il corasmio, ʿAlāʾ al-Dīn Tekish sconfisse in battaglia il sultano selgiuchide Toghrul III mentre l'Impero selgiuchide persiano, crollò. Dei Selgiuchidi sopravvisse, in Anatolia, solo il Sultanato di Rum.
Una seria minaccia interna ai Selgiuchidi durante il loro regno venne dagli sciiti ismailiti, con sede ad Alamut, fra Rasht e Teheran: da lì essi gli Assassini controllarono la zona circostante per più di 150 anni e il loro Gran Maestro inviava emissari incaricati di uccidere politici e militari sunniti di rilievo. Tra le varie teorie sull'etimologia della parola "assassino" la più accreditata si riferisce a questa setta. Le parti del nord-ovest dell'Iran furono conquistate nei primi anni del XIII secolo dal Regno della Georgia, guidato da Tamara di Georgia.

### L'invasione mongola (1219-1221)
L'Impero Corasmio durò fino all'arrivo dei Mongoli. Gengis Khan aveva unificato il suo popolo, e, sotto il suo regno l'Impero mongolo si era rapidamente espanso in molte direzioni, finché, nel 1218 non giunse ai confini dell'impero Corasmio. All'epoca, era guidato da Ala ad-Din Muhammad. Muhammad, come Gengis Khan, era intenzionato a espandere le sue terre per poter dominare sulla maggior parte dell'Iran. Pertanto si autoproclamò Scià, richiedendo riconoscimento formale al califfo Abbasida al-Nasir. Quando il califfo rifiutò la sua richiesta, 'Ala' al-Din Muhammad proclamò uno dei suoi nobili califfo e cercò, ma senza successo, di deporre al-Nasir.
L'invasione mongola dell'Iran ebbe inizio nel 1219, dopo che i membri di due missioni diplomatiche, inviate da Gengis Khan nell'impero Corasmio, erano stati massacrati. Tra il 1220 e il 1221, Bukhara, Samarcanda, Herat, Tus e Nishapur furono rase al suolo, e intere popolazioni massacrate. Il sovrano corasmio fuggì per morire su un'isola nei pressi della costa del Mar Caspio. Nel 1219, durante l'invasione della Trasoxania, un particolare tipo di unità utilizzò in battaglia la catapulta, nuovamente impiegata nel 1220. I Cinesi potrebbero aver utilizzato le catapulte per lanciare bombe di polvere da sparo, dal momento che già le possedevano in quegli anni.
Nel corso della conquista della Transoxania e della Persia, Gengis Khan fece uso di esperti cinesi di polvere da sparo. Interi reggimenti, completamente composti da cinesi furono usati dai Mongoli per comandare macchine da guerra in grado di lanciare vere e proprie bombe. Gli storici ritengono che l'invasione mongola abbia portato in Persia nuove armi da fuoco. Una di queste fu lo huochong, una specie di mortaio cinese. I libri scritti intorno alla zona in cui vennero usate le armi da fuoco vennero raffigurati in maniera simile a quelli della Cina.

### Distruzioni sotto i Mongoli
Prima della sua morte, nel 1227, Gengis Khan raggiunse l'Azerbaigian meridionale, saccheggiando e devastando città lungo il suo percorso. Per i Persiani fu un'invasione disastrosa. Benché gli invasori mongoli si convertissero successivamente all'Islam accettando la cultura persiana, la distruzione da parte dei Mongoli di una delle patrie dell'Islam segnò un grande cambio di paradigma. Più di sei secoli di istruzione islamica, cultura e infrastrutture vennero distrutte, inoltre gli invasori bruciarono le biblioteche e sostituirono le moschee con templi buddisti.
I mongoli uccisero molti civili. La distruzione del sistema di irrigazione dei qanat spopolò molti insediamenti creando numerose e isolate città, "oasi", in una terra in cui in precedenza erano state rare. Venne ucciso un grande numero di persone, in particolare maschi: tra il 1220 e il 1258, la popolazione totale dell'Iran è probabilmente crollata da 2,5 milioni di abitanti a 250.000, come conseguenza degli stermini di massa e della carestia.

### L'Ilkhanato

L'espansione dell'Impero mongolo (in rosso) e i khanati formatisi dopo la sua disgregazione.

Dopo la morte di Gengis Khan, l'Iran fu guidato da molti comandanti mongoli. Al nipote, Hulagu Khan, fu assegnata la zona ovest dei precedenti domini. Tuttavia, da quando ascese al potere, l'impero mongolo si era già dissolto, dividendosi in differenti e distinte fazioni. Hulagu Khan, giungendo con un esercito, si stabilì nella regione, creando l'Ilkhanato, uno Stato staccatosi dall'impero mongolo originale, e che avrebbe guidato l'Iran per i successivi ottant'anni, e, nel corso del processo si sarebbe "persianizzato". Nel 1258 Hulagu Khan conquistò Baghdad giustiziando l'ultimo califfo abbaside. L'avanzata verso ovest delle sue truppe fu interrotta, nel 1260, in Palestina, dai Mamelucchi nel corso della Battaglia di 'Ain Jalut. Le campagne del Khan contro i Musulmani coinvolsero anche Berke, khan dell'Orda d'Oro, convertitosi all'Islam. Hulagu e Berke si ritrovarono a combattere l'uno contro l'altro, così dimostrando l'indebolimento dell'unità dell'impero mongolo.
Il governo del pronipote di Hulagu, Ghazan Khan (1295-1304) vide, nell'Ilkhanato, la proclamazione dell'Islam come religione di stato. Sotto il dominio di Ghazan e del suo famoso visir persiano, Rashid al-Din, l'Iran fu testimone di una parziale e breve ripresa economica. I Mongoli abbassarono le tasse per gli artigiani, favorirono l'agricoltura, ricostruirono ed estesero le strutture di irrigazione e migliorarono la sicurezza delle vie commerciali.
Le merci dalla Cina, dall'India e dall'Iran passavano facilmente attraverso le steppe asiatiche e questi contatti arricchirono culturalmente l'Iran. Dopo la morte del nipote di Ghaza, Abu Sa'id, nel 1335, l'Ilkhanto collassò in una guerra civile e venne diviso fra molte piccole dinastie, le più importanti delle quali furono, i Jalayiridi, i Muzaffaridi, i Sarbadari e i Kartidi. A metà del XIV secolo la peste nera uccise circa il 30% della popolazione del Paese.

### Sunnismo e Sciismo nell'Iran pre-Safavide

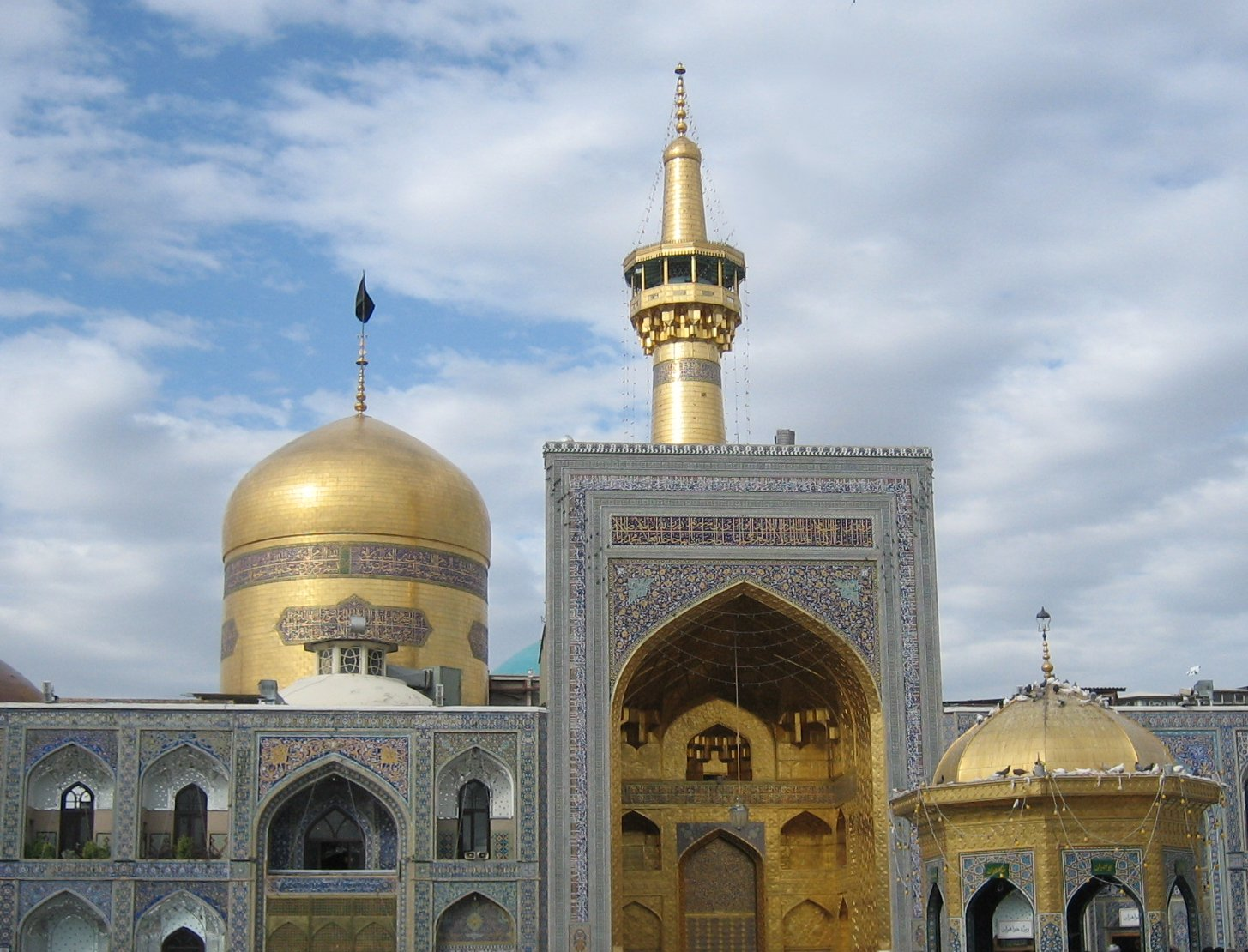
Il santuario dell'Imam Reza, il più grande sito religioso in Iran che fu costruito nel IX secolo e da allora fu luogo di pellegrinaggio per tutti i Musulmani.

Prima dell'ascesa dell'Impero safavide, l'Islam sunnita fu la religione dominante, seguita dal 90% della popolazione dell'epoca. Secondo il filosofo Morteza Motahhari la maggioranza degli studiosi iraniani e le masse rimasero sunnite fino al dominio safavide. Anche se i sunniti erano la maggioranza, questo non voleva affermare che lo sciismo non avesse le proprie radici in Iran.
Il dominio del credo sunnita nel corso dei primi nove secoli islamici ha caratterizzato, in questo periodo, la storia religiosa dell'Iran. Vi sono state però alcune eccezioni a questa dominazione generale emersa con gli Zaiditi del Tabaristan, i Buwayhidi, i Kakuyidi, la regola del sultano Maometto Khudabandah e il Sarbedar.
Nonostante la dominazione sunnita, in alcune parti dell'Iran, si verificò una prevalenza di inclinazioni sciite. In Iran, durante questo periodo, lo sciismo si diffuse, a Kufa, Baghdad e più tardi a Najaf e Hilla. In molte altre parti dell'Iran le popolazioni sunnite e sciite vivevano insieme.
Nel corso dei secoli X e XI i Fatimidi inviarono i missionari ismailiti sia in Iran sia in tutto il mondo musulmano, i quali, quando si divisero in due sette, i Nizariti stabilirono la loro base in Iran. Hassan-i Sabbah conquistò fortezze e catturò la fortezza di Alamut nel 1090. I Nizariti usarono questa fortezza fino all'attacco mongolo nel 1256.
Dopo l'attacco mongolo e la caduta degli Abbasidi, le gerarchie sunnite collassarono. La loro sconfitta fu un vantaggio per gli sciiti, allora poco presenti in Iran. Molte dinastie sciite, come i Sarbadari si stabilirono in Iran.
Il cambiamento principale avvenne agli inizi del XVI secolo, quando Ismail I fondò la dinastia Safavide e iniziò una politica religiosa di riconoscimento dello Sciismo come religione di stato dell'Impero safavide e inoltre, il fatto che l'Iran moderno abbia come religione di Stato l'Islam sciita è una diretta conseguenza dell'operato di Ismā'īl I.

## L'Impero timuride (1370-1507)

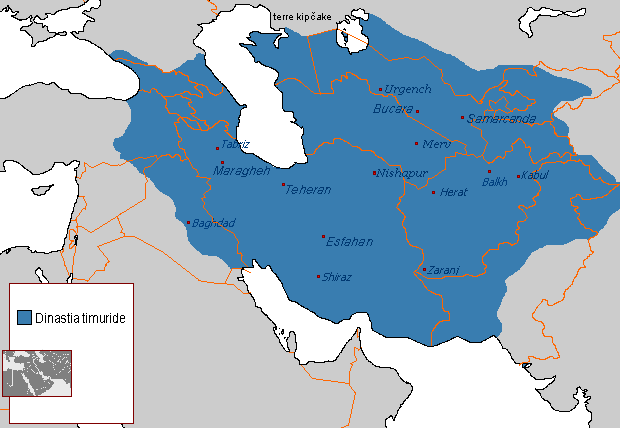
Una mappa dell'Impero timuride

L'Iran rimase diviso fino all'arrivo del Tamerlano, condottiero di origini mongole o turche appartenente alla dinastia timurida. Come i suoi predecessori, l'Impero timuride faceva parte del Persianato. Dopo aver stabilito una base di potere in Transoxania, nel 1381, il Tamerlano invase l'Iran e in seguito conquistò la maggior parte del suo territorio. Le campagne del Tamerlano erano note per la loro brutalità: molte persone furono massacrate e molte città distrutte.
Il suo regime fu caratterizzato dall'inclusione degli Iraniani nelle cariche amministrative e dalla promozione dell'architettura e della poesia. I suoi successori, i Timuridi, mantennero il controllo su buona parte dell'Iran fino al 1452 quando lo persero in favore della confederazione di origine oghuz dei Kara Koyunlu (Montoni Neri). Successivamente la confederazione dei Ak Koyunlu (Montoni Bianchi) guidata da Uzun Hasan sconfisse i Montoni Neri nel 1468. Uzun Hasan e i suoi successori regnarono sull'Iran fino all'ascesa dei Safavidi.

## Kara Koyunlu
I Kara Koyunlu (in lingua azera: Qaraqoyunlular o Karakoyunlular), o "Turcomanni della Pecora Nera", erano una federazione tribale di origine oghuz che dominò l'attuale Azerbaigian, inclusi gli attuali Iran nordoccidentale e Iraq dal 1375 al 1468.

## Ak Koyunlu
Gli Ak Koyunlu, o "Turcomanni della Pecora Bianca" erano una federazione tribale di origine oghuz che controllò l'odierno Azerbaigian, l'Anatolia orientale, l'Iraq settentrionale e l'Iran occidentale tra 1378 e 1508.

## L'epoca moderna (1501-1925): dai Safavidi all'ascesa dei Pahlavi
La Persia visse un periodo di rinascita sotto i Safavidi (1502-1736), il cui sovrano più importante fu Shāh ʿAbbās I il Grande. Alcuni storici ritengono che i Safavidi abbiano dato un grande contributo alla formazione dell'Iran moderno. Infatti, a parte l'imposizione dello sciismo in Persia, gli attuali confini iraniani traggono origine da quest'epoca (ad esempio dal Trattato di Zuhab).

### L'impero safavide

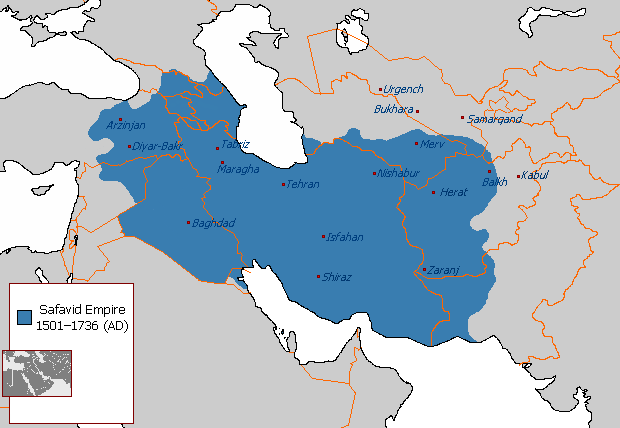
L'Impero safavide all'apice della sua estensione.

I Safavidi furono una delle più influenti dinastie a regnare sull'Iran moderno, spesso considerata come "l'inizio della moderna storia persiana". Governarono uno dei più grandi imperi persiani dopo la conquista islamica della Persia e proclamarono l'Islam sciita religione di Stato, segnando uno dei più importanti punti di svolta nella storia islamica. I Safavidi governarono l'Iran dal 1501 al 1722, e in quel periodo l'Iran ebbe come rivali e nemici principali l'Impero ottomano, e l'Impero moghul.
La dinastia regnante safavide fu fondata da Ismāʿīl, noto come Shāh Ismāʿīl I, venerato dai suoi seguaci Kizilbash. Ismāʿīl invase lo Shirvan per vendicare la morte del padre, Shaykh Haydar, ucciso durante l'assedio di Derbent, in Daghestan, e continuó una campagna di conquista, che con la conquista della città di Tabriz nel luglio 1501, lo portò a salire al trono, come aveva fatto lo Scià dell'Azerbaigian. Coniò monete con il proprio nome, e proclamò lo sciismo religione ufficiale del suo dominio.
Anche se inizialmente i Safavidi erano signori solo dell'Azerbaigian e del sud del Daghestan, avevano nei fatti vinto in Persia la lotta per il potere in corso da quasi un secolo in seguito alla frammentazione della confederazione dei Kara Koyunlu e degli Ak Koyunlu. Un anno dopo la sua vittoria a Tabriz, Ismāʿīl proclamò la maggior parte della Persia come suo dominio, e poco dopo, il nuovo impero safavide conquistò in successione diverse altre regioni, tra cui l'Armenia, l'Azerbaigian, parti della Georgia, della Mesopotamia (Iraq), Kuwait, Siria, Daghestan, gran parte di quello che oggi è l'Afghanistan, parti del Turkmenistan e grandi aree dell'Anatolia, ponendo le basi di quel modello multietnico che influenzerà fortemente l'impero stesso
Durante il regno di Shah Tahmasp, furono compiute molteplici invasioni del Caucaso, che era stato incorporato nell'Impero safavide da Shāh Ismāʿīl I;da allora e per molti secoli vennero deportate centinaia di migliaia di circassi, georgiani e Armeni nelle roccaforti dell'Iran. Inizialmente Tahmasp credeva di poter ridurre il potere dei Kizilbash, attraverso la creazione e la piena integrazione di un nuovo ordine della società iranica. Come afferma l'Encyclopædia Iranica, per Tahmasp, il problema ruotava attorno all'élite tribale dei militari dell'Impero, i Qezelbāš, che credevano che la vicinanza fisica e il controllo di un membro della famiglia safavide garantisse vantaggi spirituali, fortuna politica, e materiale avanzamento. Con questo nuova immissione caucasica nella società iraniana, la potenza indiscussa del Kizilbash (che aveva funzionato proprio come i ghazi del vicino Impero ottomano) sarebbe stata progressivamente esclusi dal vertice dello Stato e la società iranica sarebbe diventata maggiormente meritocratica.

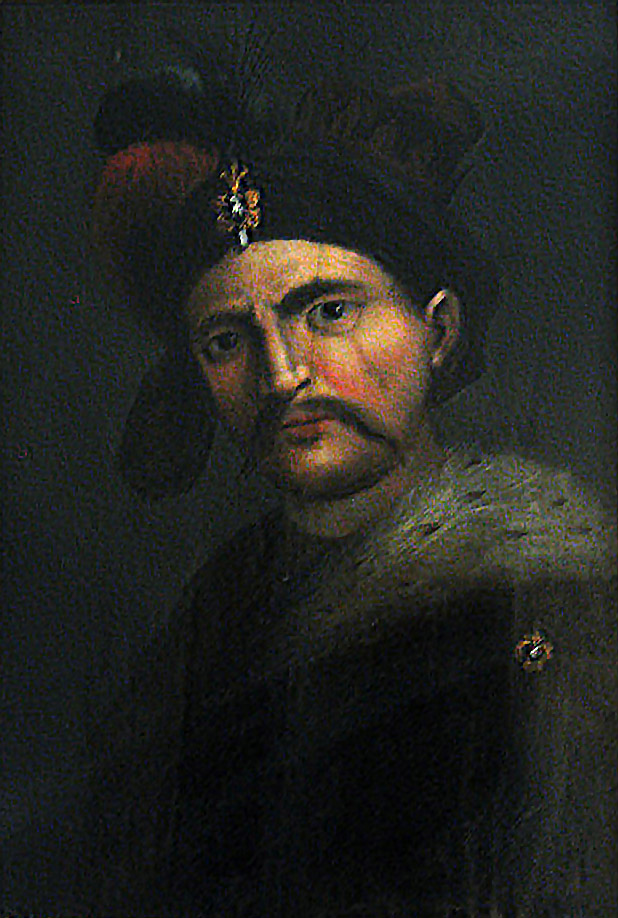
Lo scià ʿAbbās I in un dipinto

Lo Scià ʿAbbās I, e i suoi successori, espanse in modo significativo questa politica avviata da Tahmasp, deportando durante il suo regno circa 200.000 Georgiani, 300.000 Armeni e 100.000-150.000 Circassi in Iran. Con ciò, e con la completa esclusione dei Kizilbash dal vertice dello Stato, si riuscì a sostituire la loro presenza con quella dei ghulām caucasici. Questi nuovi soggetti caucasici (i cosiddetti ghilman / غلمان / "servi"), quasi sempre dopo la conversione allo sciismo, erano a differenza del Qizilbash, completamente fedeli allo Scià. Le altre masse di Caucasici furono impiegate in tutte le l possibili funzioni e posizioni disponibili nell'impero, così come nell'harem, nelle forze armate regolari, negli ordini artigiani, nell'agricoltura e così via. Questo sistema di utilizzo di massa di soggetti caucasici rimase in piedi fino alla caduta della dinastia dei Qajari.
Il più grande dei sovrani safavidi, Scià ʿAbbās I il Grande (1587-1629) salì al potere nel 1587 a 16 anni. Combatté gli uzbeki, riconquistando Herat e Mashhad nel 1598, che erano state perse dal suo predecessore Mohammad Khodabanda durante la guerra ottomano-safavide (1578-1590). Poi si rivolse contro gli Ottomani, suoi indomiti rivali, e riprese Baghdad, l'Iraq orientale, le province caucasiche e altro dal 1618. Tra il 1616-1618, in seguito alla disobbedienza dei suoi più fedeli sudditi georgiani Teimuraz I e Luarsab II, ʿAbbās effettuò una campagna punitiva nei territori della Georgia, devastando Kakheti e Tbilisi e portando via 130.000 - 200.000 prigionieri georgiani in l'Iran. Il suo nuovo esercito, che era stato notevolmente migliorato con l'avvento di Robert Shirley e i suoi fratelli dopo la prima missione diplomatica in Europa, colse la prima schiacciante vittoria sugli Ottomani nella guerra del 1603-1618, e sovrastò gli Ottomani in forza militare. Usò anche la sua nuova forza per sloggiare i Portoghesi dal Bahrain (1602) e Hormuz (1622) con l'aiuto della marina britannica, nel Golfo Persico.
Ampliò i legami i commerciali con la Compagnia delle Indie olandesi e stabilì legami solidi con le case reali europee, che erano stati già avviati da Ismāʿīl I con l'alleanza asburgico-persiana. La dinastia safavide si era già affermata nel corso del governo di Scià Ismāʿīl I, ma sotto ʿAbbās I divenne una grande potenza del mondo, al pari del suo rivale, l'Impero Ottomano, contro il quale era in grado ormai di competere alla pari. Iniziò inoltre a promuovere il turismo in Iran e, sotto il loro dominio, fiorì nuovamente l'architettura e furono costruiti molti nuovi monumenti in diverse città iraniane, di cui Isfahān è forse l'esempio migliore.
Fatta eccezione per Scià ʿAbbās il Grande, lo Scià Ismāʿīl I, Scià Tahmasp I, e Scià ʿAbbās II, molti dei governanti safavidi si rivelarono poco capaci, accusati di essere spesso più interessati alle donne, all'alcool e ad altre attività ricreative più che alle questioni di Stato. 
La fine del regno di ʿAbbās II nel 1666, segnò l'inizio della fine della dinastia safavide. Nonostante il calo delle entrate e le minacce militari, molti degli scià in seguito ebbero uno stile di vita sontuoso. Scià Sultan Husayn (1694-1722), in particolare, era noto per il suo amore per il vino e il disinteresse nel governo della nazione.
Il paese, in declino, fu invaso più volte e infine, i Ghilzai pashtun chiamarono come loro capo Mirwais Hotak che si ribellò a Kandahar e sconfisse l'esercito safavide sotto il governatore della Georgia iraniana, Giorgio IX di Kartli. Nel 1722, Pietro il Grande della vicina Russia imperiale lanciò la guerra russo-persiana (1722-1723), conquistando molti dei territori caucasici dell'Iran, tra cui Derbent, Shaki, Baku, ma anche Gilan, Mazandaran e Asterabad. Nel corso di per questo periodo caotico, nel 1722 un esercito afghano guidato dal figlio di Mahmud Hotak marciò attraverso l'Iran orientale, assediò e prese Isfahān. Mahmud si proclamò Scià di Persia. Nel frattempo, i rivali imperiali di Persia, gli Ottomani e i Russi, approfittarono della situazione per conquistare più territorio possibile. Questi eventi decretarono la fine della dinastia safavide. Nel 1724, in base al trattato di Costantinopoli, gli Ottomani e i Russi decisero di suddividersi i territori appena conquistati dell'Iran.

### Lo Scià Nadir e i suoi successori

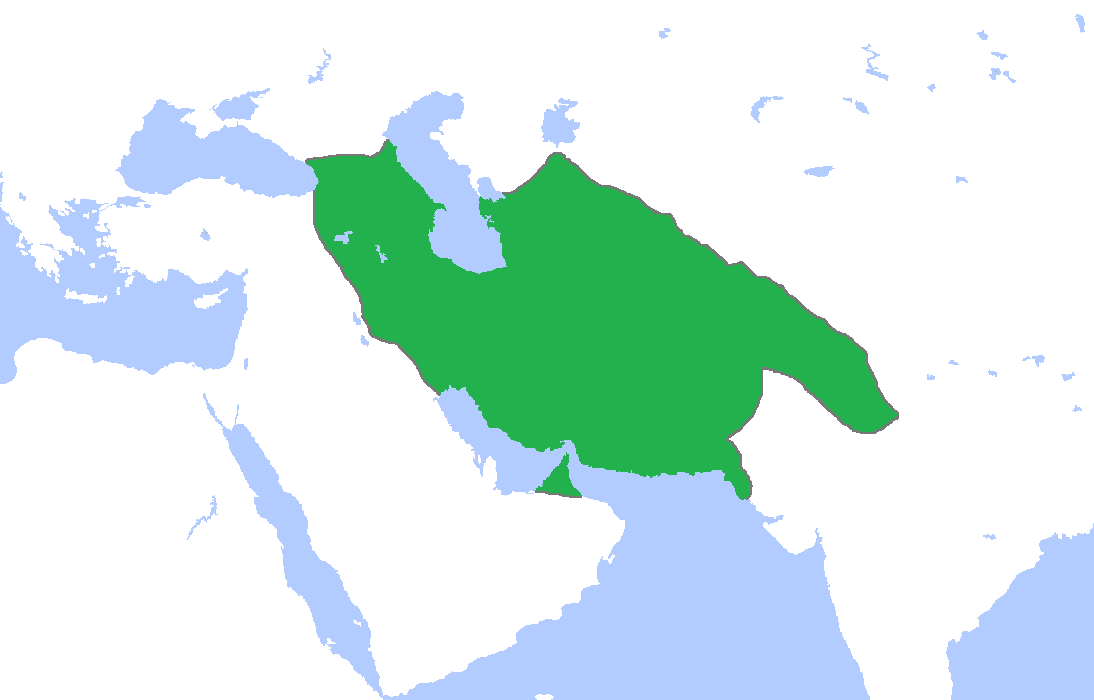
Mappa dell'Impero persiano sotto Nader

L'integrità territoriale della Persia fu ripristinata da un iraniano appartenente alla dinastia turca degli Afsharidi, signore della guerra, nativo del Khorasan, Nadir Shah. Nadir sconfisse e allontanò gli afghani, sconfisse gli ottomani, restituí il trono ai Safavidi, e, sia tramite il trattato di Resht sia con il trattato di Ganja negoziò il ritiro russo dai territori perso-caucasici. Nel 1736 Nadir era diventato così potente da essere in grado di deporre i Safavidi e di farsi incoronare Scià. Fu, inoltre, uno degli ultimi grandi conquistatori asiatici. Per aiutare finanziariamente le sue guerre contro il rivale della Persia, l'Impero ottomano, decise di conquistare, verso est, il debole ma ricco impero Mogul. Nel 1739, accompagnato dai suoi vassalli caucasici fedeli, tra cui Eraclio II di Georgia, invase l'India Mogul, sconfiggendo, in meno di tre ore, un esercito numericamente superiore, saccheggiando Delhi, e riportando in Persia, immense ricchezze. Sulla via del ritorno, conquistò anche tutti i khanati uzbeki, eccetto quello di Kokand, rendendo suoi vassalli gli uzbeki. Inoltre ristabilì il dominio persiano su tutto il Caucaso, nel Bahrain, così come in gran parte dell'Anatolia e della Mesopotamia.

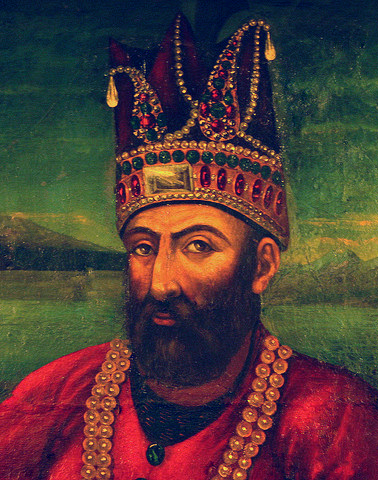
Un dipinto di Nader

Dopo essere stato imbattuto da anni, la sua sconfitta nel Daghestan, seguita alle ribellioni della guerriglia da parte dei Lezgini ed ad un attentato alla sua persona nei pressi di Mazandaran, fu un punto di svolta nella sua impressionante carriera. I daghestani ricorsero alla guerriglia, così, Nadir con il suo esercito fece pochissimi progressi. Sia nella battaglia di Andalal sia nella battaglia di Avaria, l'esercito di Nadir subì una schiacciante sconfitta, perdendo metà di tutta la sua armata, per cui fu costretto a fuggire per le montagne. Anche se Nadir fosse riuscito conquistare la maggior parte del Daghestan, l'efficace guerriglia schierata dai Lezgini, dagli Avari e dei Laks rese, questa volta, la riconquista iraniana della regione del Caucaso del Nord di breve durata. Diversi anni dopo, Nadir venne costretto a ritirarsi. Quasi contemporaneamente subí un attentato nei pressi di Mazandaran, attentato che accelerò il corso della storia. Tra la malattia, la megalomania e la paranoia, giunse persino ad accecare i figli che sospettava avessero tentato di assassinarlo, paranoia che non escluse i sudditi e gli ufficiali. I suoi ultimi anni di regno sono costellati di rivolte, e, alla fine, nel 1747, venne assassinato.
In Iran, la morte di Nadir fu seguita da un periodo di anarchia. La famiglia di Nadir, gli Afsharidi, si ridusse sempre di più numericamente, aggrappandosi a un piccolo dominio nel Khorasan. Molti territori caucasici si staccarono in vari khanati caucasici. Gli ottomani riguadagnarono territori perduti in Anatolia e Mesopotamia. I khanati dell'Oman ed uzbeki di Bukhara e Khiva riacquistarono l'indipendenza. Ahmad Shah Durrani, uno degli ufficiali di Nadir, fondò uno stato indipendente, che, alla fine divenne il moderno Afghanistan. Eraclio II, nominato re di Cachezia da Nadir stesso nel 1744, aveva dichiarato l'indipendenza de facto, conquistando pure il vicino Regno di Cartalia, riunendo successivamente il Regno di Cartalia-Cachezia, per diventare il nuovo re georgiano di una Georgia orientale politicamente unita, per la prima volta dopo tre secoli. Dalla sua capitale Shiraz, Karim Khan della dinastia Zand, governò "un'isola di relativa calma e pace in un periodo altrimenti sanguinoso e distruttivo" tuttavia la portata del potere di Zand era limitata all'Iran contemporaneo e a parti del Caucaso. Tra il 1747 e il 1795, attraverso il periodo di Zand, Eraclio quindi mutò gli eventi in Iran essendo in grado di mantenere l'autonomia della Georgia. La morte di Karim Khan nel 1779 ha portato a un'altra guerra civile nella quale ha infine trionfato la dinastia Qajar divenendo sovrani dell'Iran. Durante la guerra civile, l'Iran perse definitivamente Bassora, conquistata dagli ottomani nel 1779 ,e il Bahrain conquistato dalla famiglia Al Khalifa dopo l'invasione di Bani Utbah nel 1783.

### Dinastia Qajar (1794-1925)

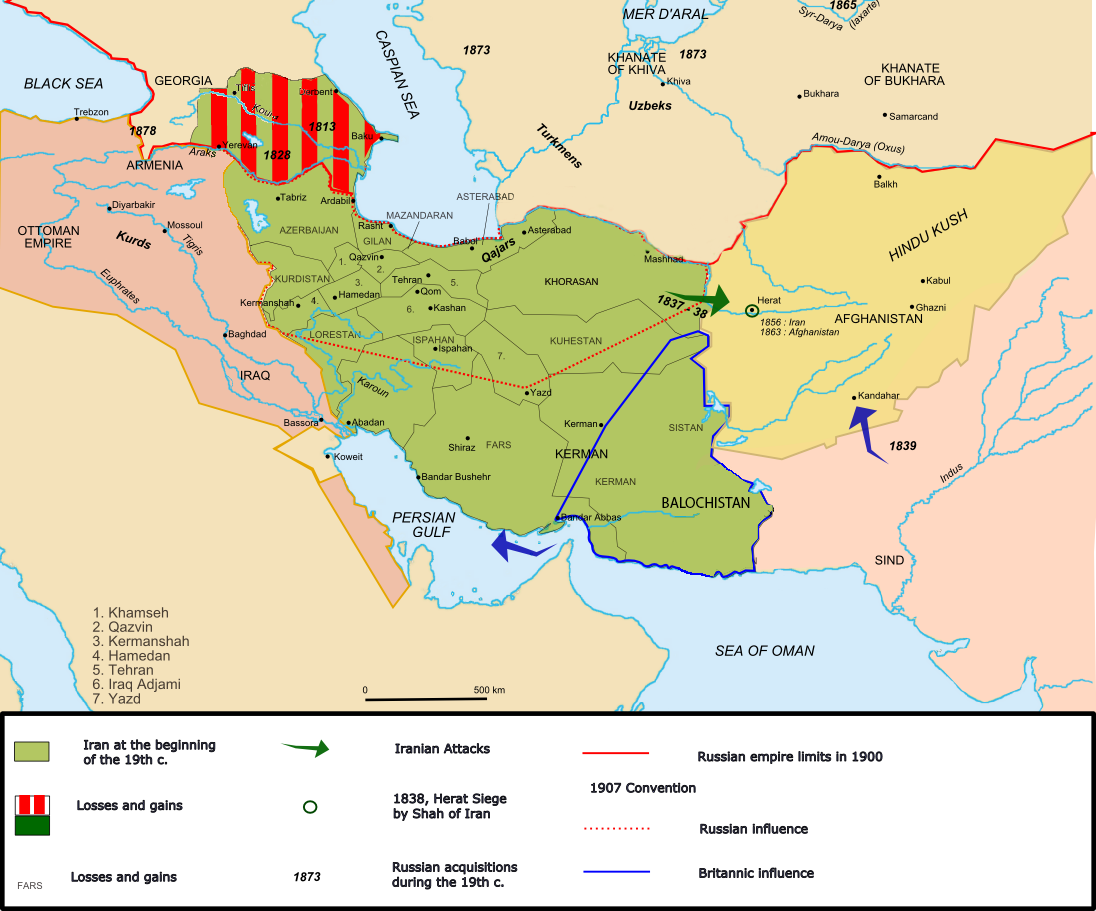
Una mappa dell'Iran sotto la dinastia Qajar nel XIX secolo

Agha Mohammad Khan emerse vittorioso dalla guerra civile iniziata con la morte dell'ultimo re Zand. Il suo regno è noto per un Iran unito e guidato centralmente. Dopo la morte di Nadir Shah e l'ultimo degli Zand, la maggior parte dei territori caucasici iraniani si erano frantumati in diversi khanati caucasici. L'Agha Mohammad Khan, come i re safavidi e Nadir prima di lui, consideravano la regione equivalente ai territori dell'Iran centrale. Pertanto, il suo primo obiettivo, dopo aver conquistato l'Iran, fu quello di incorporare nuovamente le regioni del Caucaso. La Georgia era vista come uno dei territori più integrabili. Per il sovrano persiano, il reinserimento della Georgia nell'Impero iraniano faceva parte dello stesso processo che aveva condotto sotto il suo dominio le città di Shiraz, Isfahan e Tabriz. Come afferma il "Cambridge History of Iran states", la secessione dei territori del Caucaso era inconcepibile, per cui questi dovevano essere mantenuti, esattamente come se la regione del Fars o del Gilan avessero tentato la secessione. Fu naturale quindi per il sovrano persiano perseguire con qualsiasi mezzo necessario la conquista del Caucaso, al fine di sottomettere e reintegrare le regioni recentemente perse, dopo la morte di Nadir e la scomparsa degli Zand, dimostrando agli occhi degli iraniani che la separazione della Georgia doveva essere considerata un tradimento da parte di Eraclio II, nominato viceré della Georgia dallo stesso Nadir Shah.

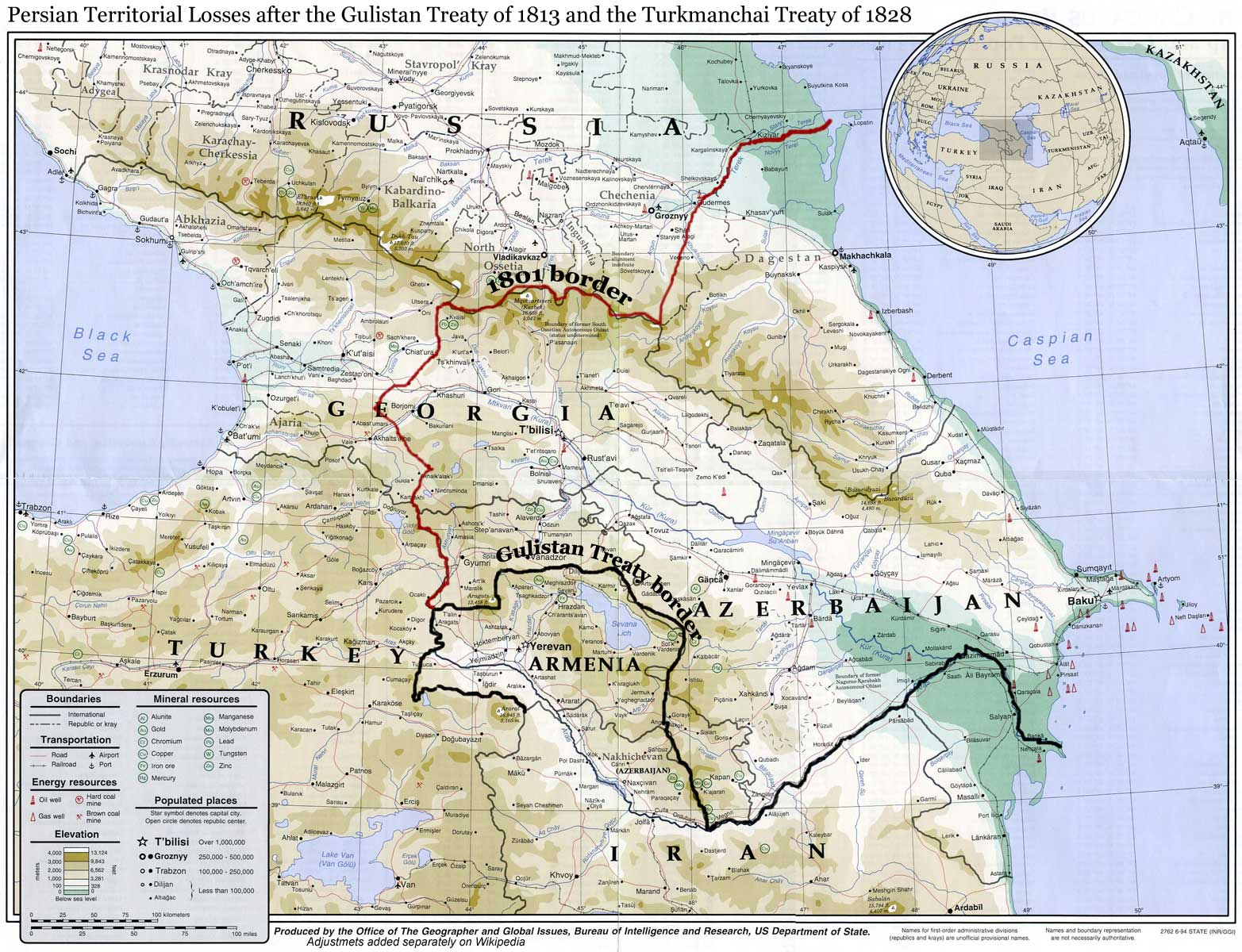
La mappa mostra i confini nord-occidentali dell'Iran nel XIX secolo, che comprende la Georgia orientale, il Daghestan, l'Armenia, l'Azerbaigian e, prima di essere costretto a cedere i territori alla Russia imperiale per le due guerre russo-persiane del XIX secolo

Agha Mohammad Khan successivamente chiese a Eraclio II di rinunciare al trattato con la Russia stipulato in passato, con cui, formalmente, rinunciava a ogni dipendenza della Persia a favore di una protezione completa della Russia, pur essendo disponibile a riaccettare la sovranità persiana, in cambio della pace e della sicurezza del suo regno. Gli ottomani, per esempio, vicini rivali dell'Iran, assicurarono, per la prima volta dopo quattro secoli, pace e sicurezza sia alla regione della Cartalia sia alla regione della Cachezia. Eraclio si appellò quindi al suo teorico protettore, chiedendo all l'imperatrice Caterina II di Russia, almeno 3.000 truppe russe, ma tale appello venne ignorato, lasciando la Georgia a respingere in solitaria, la minaccia persiana. Tuttavia, Eraclio II respinse ancora l'ultimatum del Khan. Come risposta, l'Agha Mohammad Shah, invase la regione del Caucaso, dopo aver attraversato il fiume Aras, e, mentre si stava recando in Georgia con le sue truppe, riassoggettò i territori iraniani dei khanati di Erevan, Shirvan, Naxçıvan, Ganja, Derbent, Baku, Talysh, Shaki, Karabakh, territori che comprendono la moderna Armenia, l'Azerbaigian, il Daghestan, e l'Igdir. Giunto in Georgia, il Khan con le sue poderose truppe venne coinvolto nella battaglia di Krtsanisi, che, una volta vinta, gli consentì la conquista di Tbilisi, così come l'effettiva riannessione della Georgia all'Iran. Al suo ritorno dal suo successo, con circa 15.000 prigionieri georgiani deportati nell'Iran centrale, nel 1796 nel venne formalmente incoronato Scià nella piana di Mughan, proprio come avvenne sessant'anni prima, per il suo predecessore Nadir Shah.
L'Agha Mohammad Shah venne assassinato, mentre organizzava a Shusha, nel 1797, una seconda spedizione contro la Georgia, quasi in contemporanea della morte di re Eraclio, avvenuta nel 1798. L'egemonia iraniana sulla Georgia non durò a lungo: nel 1799 i russi marciarono a sud, verso Tbilisi, già attivamente occupati in una politica espansionistica nei confronti dei suoi imperi vicini, sia verso l'Impero Ottomano sia verso i regni iraniani. I due anni successivi all'ingresso della Russia a Tbilisi furono un periodo tremendo. L'invasione indebolì e devastò il regno georgiano, con metà della capitale in rovina. Nel 1801 la Georgia fu facilmente conquistata dalla Russia. Poiché l'Iran non concepiva, né avrebbe potuto permettere la cessione della Transcaucasia e del Daghestan, in quanto regioni che avevano fatto per secoli parte dell'Iran, diversi anni più tardi ebbero inizio le guerre russo-persiani, dal 1804 al 1813 e dal 1826 dal 1828, terminate con la cessione forzata e irrevocabile della Georgia, del Daghestan, dell'Armenia, dell'Azerbaigian e del Karabakh alla Russia imperiale, attraverso la stipula del trattati di Turkmenchay del 1813 e del 1828.
La zona a nord del fiume Aras, tra il territorio della Repubblica dell'Azerbaigian, la Georgia orientale, il Daghestan e l'Armenia rimasero territori iraniani, fino a quando non vennero occupati dalla Russia nel corso del XIX secolo.

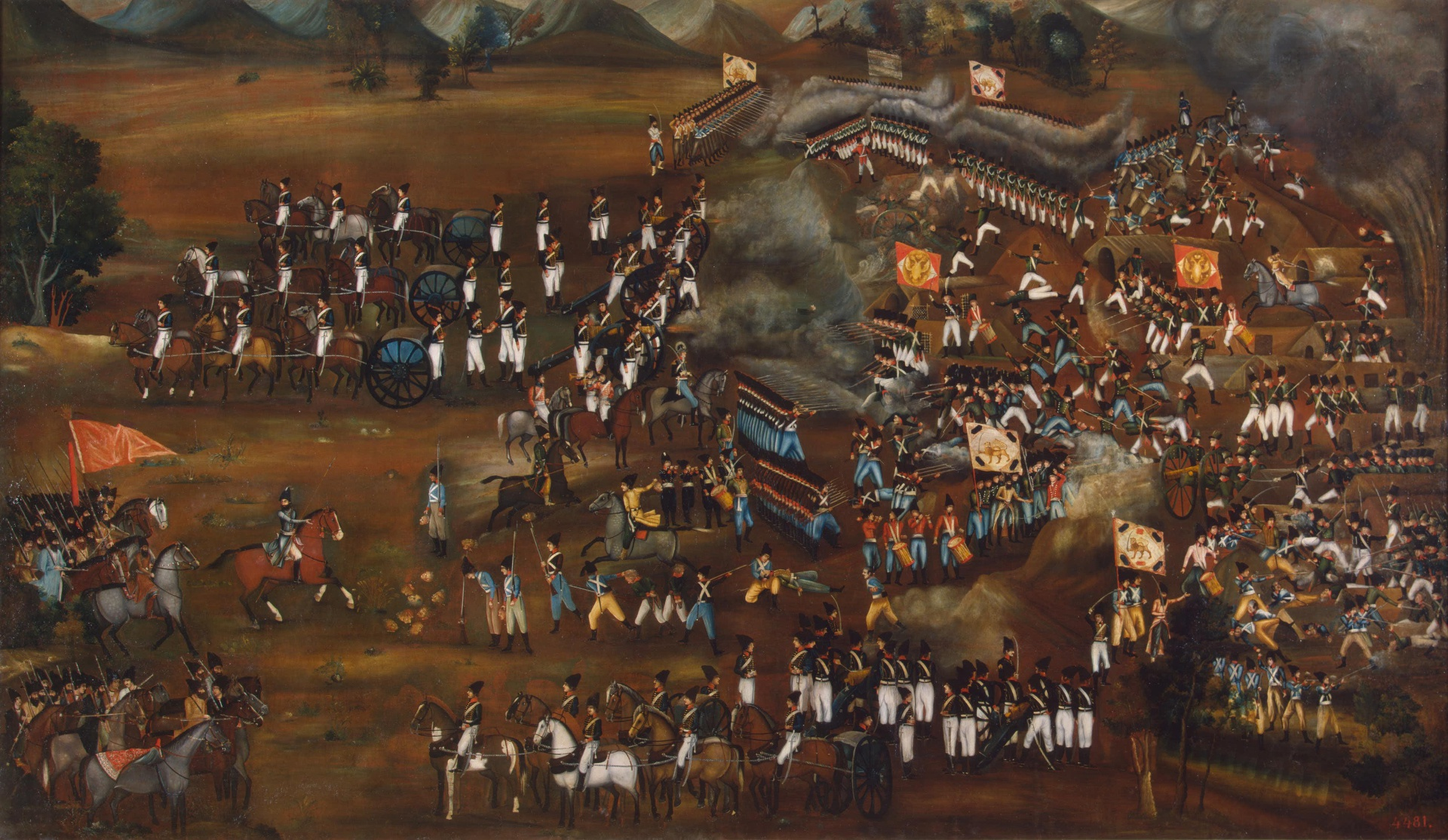
La pittura mostra la Battaglia di Sultanabad del 13 febbraio 1812. Ermitage
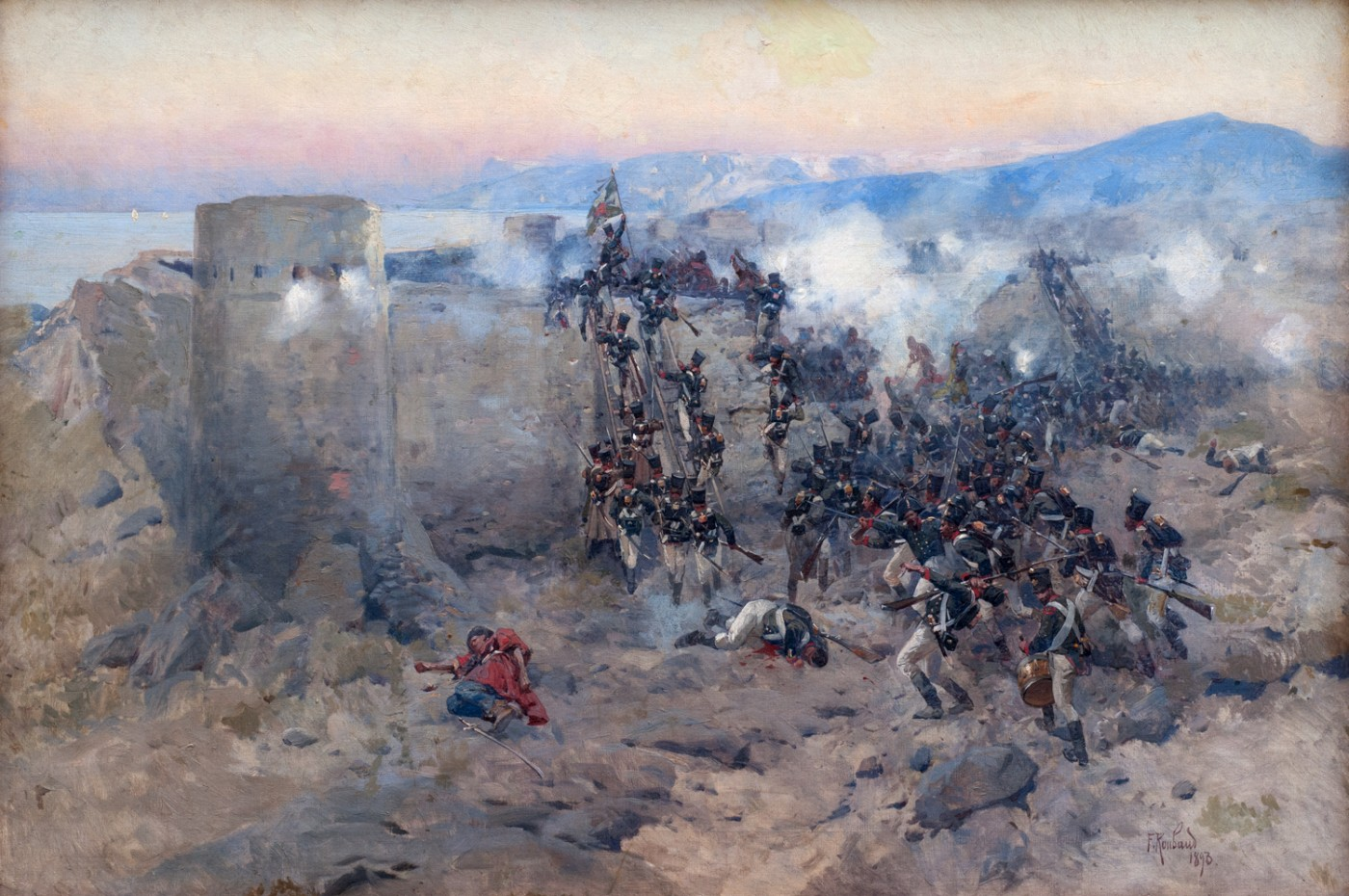
Presa di Lankaran, 1812. Dipinto da Franz Roubaud
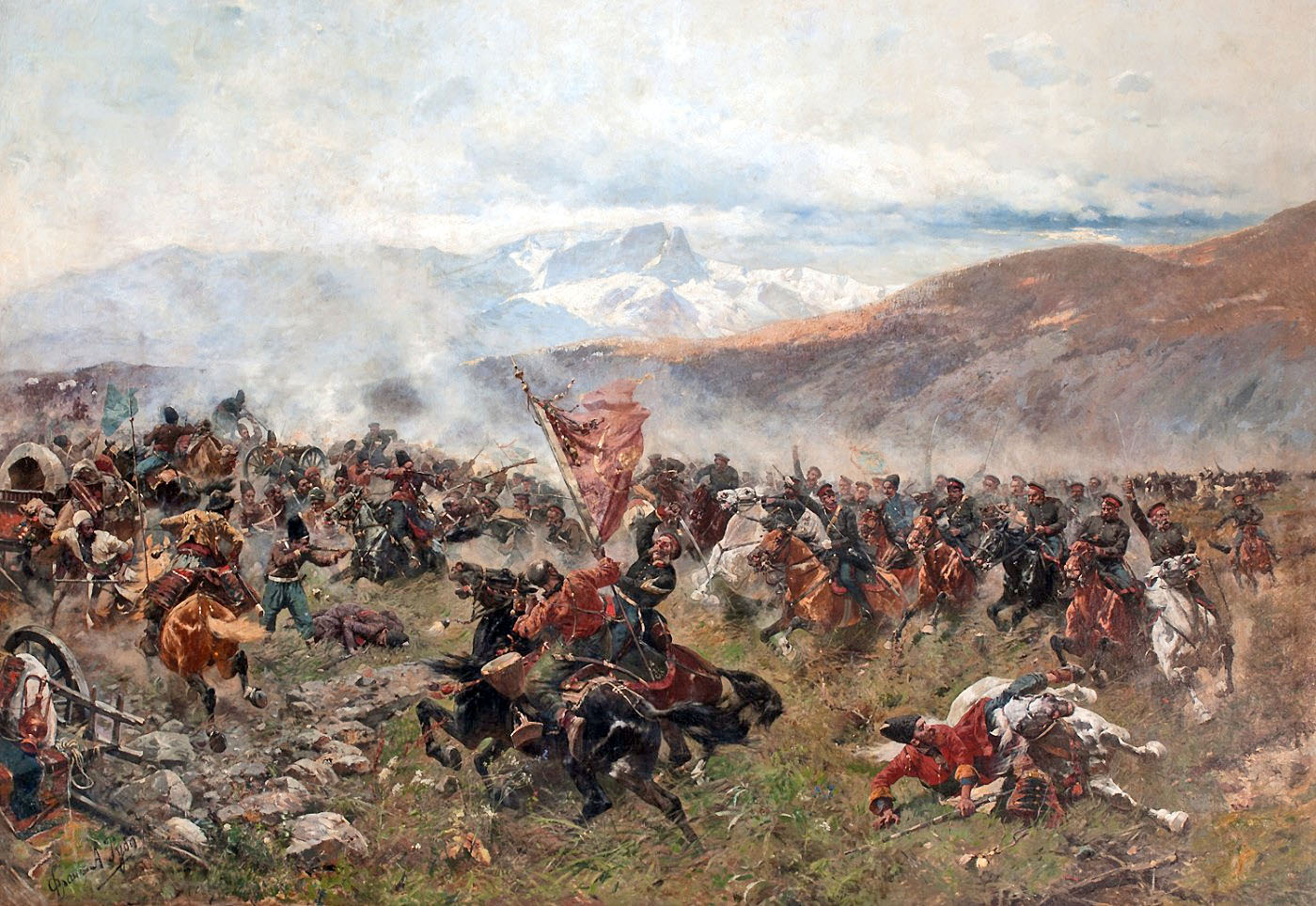
Battaglia di Elisabethpol (Ganja), 1828. Franz Roubaud. Una parte della collezione del Museo di Storia, Baku

### La migrazione dei musulmani caucasici

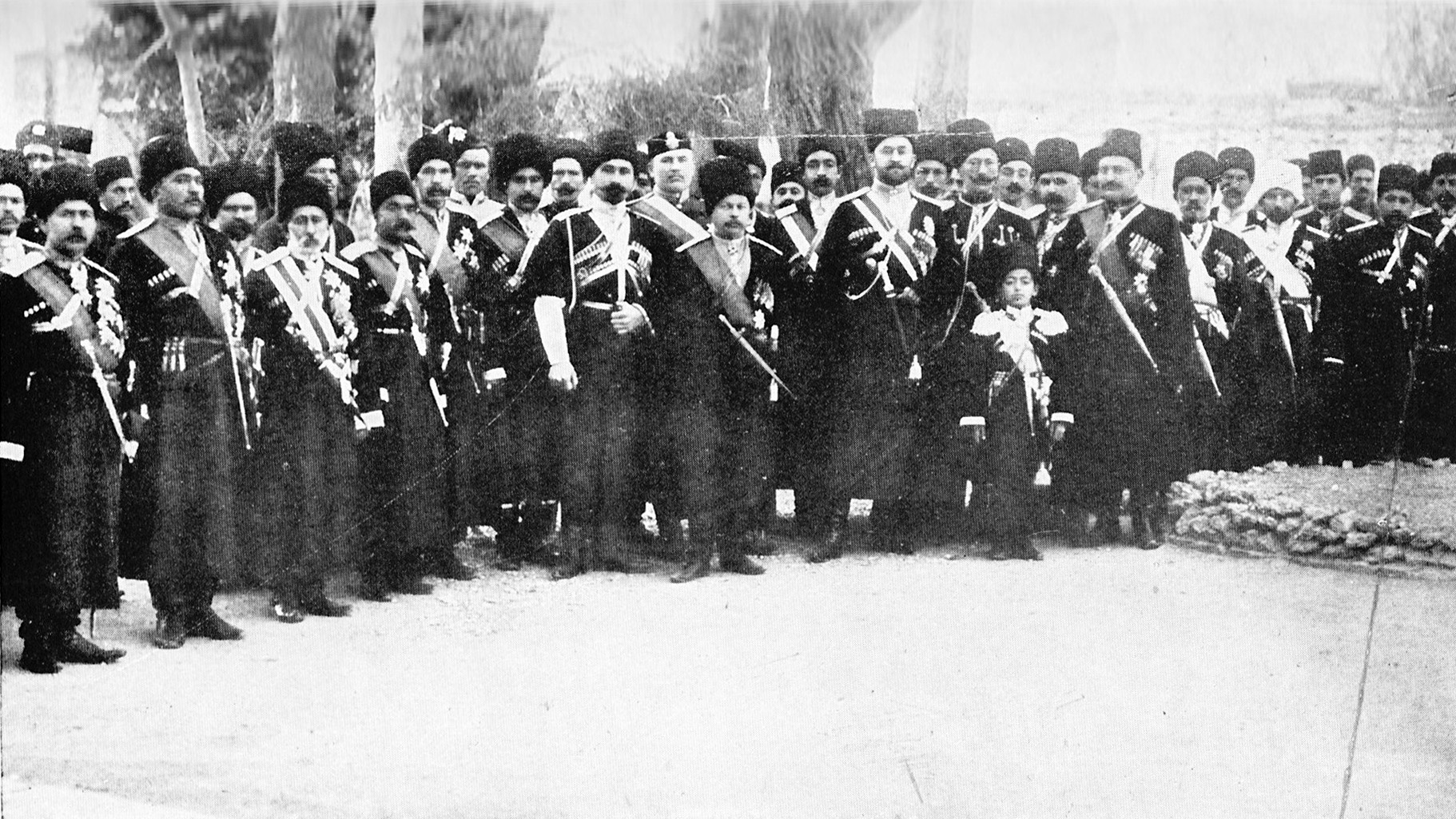
Brigata cosacca persiana a Tabriz nel 1909

L'Iran, a seguito della perdita dei vasti territori del Caucaso subì notevoli cambiamenti demografici. Infatti, a seguito delle due guerre russo-persiane, questi territori furono testimoni di grandi migrazioni verso l'Iran Centrale, migrazioni chiamate, "dei Muhàjirùn caucasici". Le principali etnie coinvolte in tale esodo furono: gli Ayrumi, i Qarapapaqui, i Circassi, gli sciiti Lezgini, e altri musulmani transcaucasici.
Attraverso la Battaglia di Ganja del 1804 durante la guerra russo-persiana (1804-1813), diverse migliaia di Ayrumi e Qarapapaqui migrarono verso Tabriz. Successivamente, sia tra il 1804 e il 1813, sia tra il 1826 e il 1828, la maggior parte degli Ayrumi e dei Qarapapaqui ancora presenti nei territori russi appena conquistati migrarono verso la città iraniana di Naqadeh. Come afferma il testo, "Cambridge History of Iran states": "La costante interferenza delle truppe russe lungo la frontiera nel Caucaso, le brutali spedizioni punitive del generale Yermolov e il malgoverno, spinsero un gran numero di musulmani, e anche alcuni cristiani georgiani, in esilio in Iran".
Nel 1864, e fino agli inizi del XX secolo, avvenne, a seguito della vittoria russa nella guerra caucasica, un'altra espulsione di massa di musulmani caucasici. Altri semplicemente rifiutarono volontariamente di vivere sotto il dominio russo cristiano, per cui migrarono sia verso la Turchia sia verso l'Iran. Questi esodi, ancora una volta, nei confronti dell'Iran, inclusero migliaia di caucasici azeri, musulmani transcaucasici, così come molti caucasici musulmani del nord, circassi, sciiti, lezgini e Laki. Molti di questi migranti svolsero un ruolo fondamentale nella storia iraniana, avendo formato la maggior parte dei ranghi della brigata cosacca persiana, istituita nel tardo XIX secolo. I ranghi iniziali di tale brigata eran interamente composti da circassi e altri caucasici Muhàjirùn. Tale brigata fu decisiva nei decenni successivi nella storia della Dinastia Qajar.
Inoltre, il trattato di Turkmenchay del 1828 incoraggiava lo spostamento degli armeni iraniani nei territori russi appena conquistati. Questo ha favorito un notevole cambiamento demografico della regione. Il trattato di Adrianopoli stipulato con la Turchia, conclusosi nel 1829, concedendo uno spostamento in massa degli armeni nei territori di nuova costituzione. Lentamente ma inesorabilmente, il numero dei cristiani, che, di fatto, nel XVII secolo venne sterminato, costituendo a quei tempi una piccola minoranza nella regione, (tranne che per la Georgia), grazie alle migrazioni, stava sempre più aumentando, soprattutto nella zona ex iraniana governata dagli armeni e dai georgiani.
Lo storico armeno-americano George Bournoutian fornisce una sintesi della composizione etnica prima degli eventi del 1828 solo per il territorio della divisione amministrativa di Erevan come esempio:
Dopo l'incorporazione del Khanato di Erevan nell'impero russo, la maggioranza musulmana della zona a poco a poco diminuì. In un primo momento gli armeni rimasti in Iran vennero incoraggiati a tornare. Come risultato si stima che 57.000 rifugiati armeni in Persia ritornarono nei territori del khanato di Erevan dopo il 1828, mentre circa 35.000 musulmani (persiani, gruppi turchi, curdi, Lezgis, ecc), per un totale di oltre 100.000 persone lasciarono la regione.
Il regno di Fath Ali Shah fu testimone della moltiplicazione di contatti diplomatici con l'Occidente, e l'inizio, oltre all'Iran, di intense rivalità diplomatiche europee. Suo nipote Mohammad Shah, gli successe nel 1834, e, sotto l'influenza russa, fece due tentativi falliti di riconquistare Herat. Quando Mohammad Shah morì nel 1848, la successione passò al figlio Nasser-e-Din, dimostrando di essere il più abile dei sovrani Qajari.

### Rivoluzione costituzionale e deposizione
La Grande carestia persiana del 1870-1871 si stima abbia causato la morte di circa 2 milioni di persone. Verso la fine del XIX secolo, emerse una nuova era nella storia della Persia con la rivoluzione costituzionale dell'Iran. Lo Scià conservò il potere, ma attraverso la concessione, nel 1906, di una costituzione limitata, il paese si trasformò in una monarchia costituzionale. Il primo Majlis, o parlamento, venne convocato per il 7 ottobre, 1906.
Nel 1908, la scoperta del petrolio nel Khuzestan, grazie a prospezioni inglesi, ha generato, da parte dell'impero britannico un rinnovato interesse economico verso la Persia. Il controllo della Paese fu pertanto oggetto di contesa tra il Regno Unito e la Russia, in quello che divenne noto come Il Grande Gioco, e sancito dalla Convenzione anglo-russa del 1907, che divise l'Iran in sfere di influenza, indipendentemente dalla sua sovranità nazionale.
Durante la prima guerra mondiale, il paese venne occupato dai britannici, dagli ottomani e dalle forze russe, ma mantenne un comportamento sostanzialmente neutrale. Nel 1919, dopo la rivoluzione russa e il conseguente ritiro delle forze russe in Persia, la Gran Bretagna tentò senza successo di formare in Iran un protettorato.
Nel 1921, con un colpo di Stato militare s'impose Reza Khan, un ufficiale della brigata cosacca persiana, figura che risulterà dominante per i successivi venti anni. Leader e figura di primo piano fu anche Seyyed Zia'eddin Tabatabai nell'organizzazione del colpo di Stato iraniano del 1921, che non fu in realtà diretto contro la monarchia Qaja, ma, secondo il'Encyclopædia Iranica, si è rivolto contro i funzionari allora al potere, coloro che in realtà avevano un ruolo fondamentale e sostanzialmente occulto, nel controllo del governo. Nel 1925, dopo essere stato primo ministro per un paio di anni, Reza Shah divenne re dell'Iran, imponendo la dinastia Pahlavi.
Infine, sia il movimento costituzionalista del Gilan, sia il vuoto di potere centrale, causato dall'instabilità del governo Qajar, condusse all'instaurazione, nel 1925, della dinastia Palhavi e alla nascita di Reza Shah Pahlavi.

## L'epoca dei Pahlavi (1925-1979)

### Reza Shah (1925-1941)
Reza Shah governò il paese per quasi 16 anni, fino al 16 settembre 1941, quando fu costretto ad abdicare a causa dell'invasione anglo-sovietica dell'Iran. Il suo fu un governo autoritario che unì nazionalismo, militarismo, secolarismo e anti-comunismo a una stretta censura e propaganda di stato. Il re introdusse, comunque, diverse riforme socio-economiche, riorganizzando l'esercito, l'amministrazione del governo, e le finanze.
Secondo i suoi sostenitori il regno di Reza Shah ha portato "legge e ordine, disciplina, autorità centrale, e i comfort moderni, scuole, treni, autobus, radio, cinema, e telefoni". Tuttavia, i suoi tentativi di modernizzazione vennero criticati dai suoi detrattori, in quanto ritenuti "troppo veloci, superficiali", e viziati da "oppressione, corruzione, tassazione e mancanza di autenticità", modalità tipica degli stati di polizia.
Molte delle nuove leggi e regolamenti crearono risentimenti, sia tra le comunità di musulmani devoti, sia del clero. Ad esempio, le moschee vennero invitate a utilizzare le sedie, mentre la maggior parte degli uomini avrebbero dovuto indossare abiti occidentali, tra cui un cappello a tesa, mentre le donne vennero obbligate per decreto a non indossare lo hijab. Inoltre uomini e donne vennero autorizzati a riunirsi liberamente, violando la regola islamica sulla mescolanza dei sessi. Le tensioni esplosero nel 1935, quando gli abitanti dei villaggi bazari insorsero a Mashhad, nei pressi del santuario Imam Reza, scandendo slogan come "Lo Scià è un nuovo Yazid." Quando finalmente i militari sedarono i disordini, decine di persone erano state uccise, mentre centinaia ferite.

### La seconda guerra mondiale

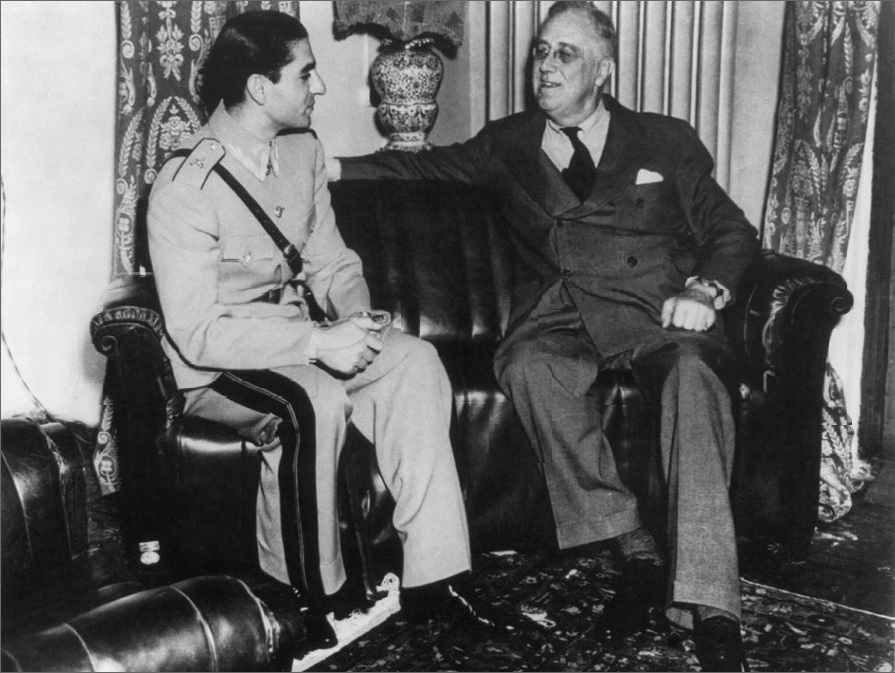
Mohammad Reza Pahlavi con Roosevelt alla conferenza di Teheran del 1943

Nel 1941, gli interessi tedeschi erano tesi in gran parte a controllare l'economia iraniana, e per questo avevano messo in scena un fallito colpo di Stato per assumere la direzione del governo. Con le armate tedesche che avanzavano vittoriose in territorio sovietico, il governo iraniano erroneamente previde che la Germania avrebbe vinto la guerra, per cui rinforzò i confini della nazione. Il paese quindi respinse le richieste inglesi e russe di espellere i tedeschi. In risposta gli alleati, nell'agosto del 1941 invasero il Paese, e annientarono il debole esercito iraniano nel corso dell'operazione Countenance. L'Iran così, dopo tale invasione, divenne il principale canale di Aiuto Alleato all'Unione Sovietica. Lo scopo fu quello di garantire sia la produzione dei campi di petrolio iraniano, sia le linee di rifornimento alleate. La Persia durante la seconda guerra mondiale rimase ufficialmente neutrale. Il suo monarca Reza Shah venne deposto durante la successiva occupazione, e sostituito con il suo giovane figlio, Mohammad Reza Pahlavi.

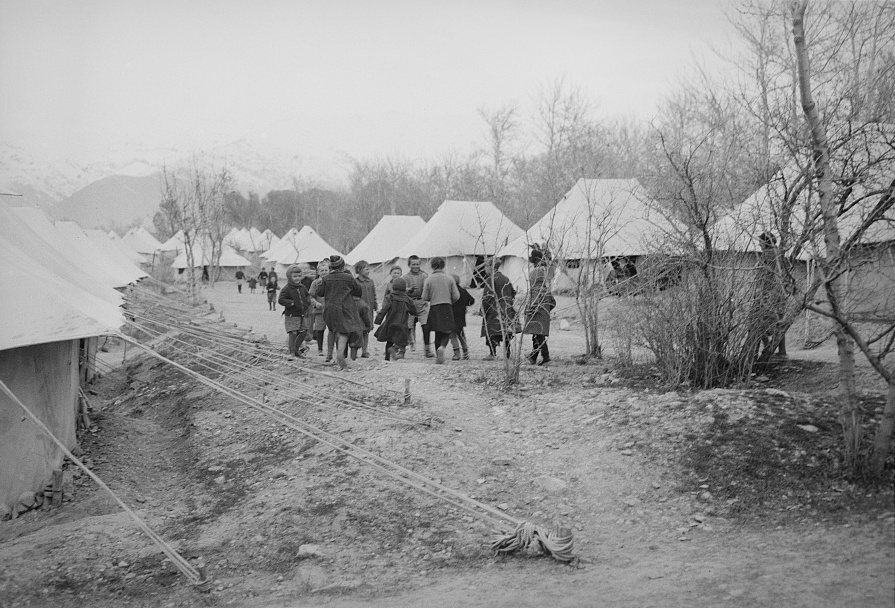
Campo profughi polacco alla periferia di Teheran, 1943 circa

Alla conferenza di Teheran del 1943, gli Alleati attraverso la dichiarazione di Teheran, garantirono nel dopoguerra l'indipendenza e confini dell'Iran. Tuttavia, le truppe sovietiche di stanza nel nord-ovest dell'Iran, non solo rifiutarono di ritirarsi, ma sedarono rivolte che condussero, nel 1945, alla formazione di stati nazionali filo-sovietici separatisti e di breve durata, nelle regioni settentrionali sia dell'Azerbaigian sia del Kurdistan iraniano, attraverso il governo popolare dell'Azerbaigian, e la Repubblica del Kurdistan. Le truppe sovietiche non si ritirarono dall'Iran fino al maggio 1946, dopo aver ricevuto una promessa di concessioni petrolifere. Le repubbliche sovietiche del nord vennero presto rovesciate e le concessioni petrolifere revocate.

### Mohammad-Reza Shah (1941-1979)
Dopo la guerra, vi erano delle speranze che il periodo post-occupazione trasformasse il paese in una monarchia costituzionale. Il nuovo, giovane Scià Mohammad Reza Pahlavi inizialmente assunse un ruolo marginale, lasciando al governo una notevole libertà d'azione. In quegli anni si svolsero anche delle elezioni democratiche, anche se il paese era profondamente corroso dal tarlo della corruzione. Tra il 1947 e il 1951, il parlamento visse un periodo di cronica instabilità, e la contemporanea ascesa e caduta di sei diversi primi ministri. Di conseguenza lo Sha Pahlavi, uscendo dal suo ruolo marginale, nel 1949 convocò un'assemblea Costituente, istituendo il Senato dell'Iran, una camera alta legislativa consentita nella Costituzione del 1906, ma mai posta in essere. I nuovi senatori erano in gran parte favorevoli allo Sha Pahlavi, come egli aveva già previsto.

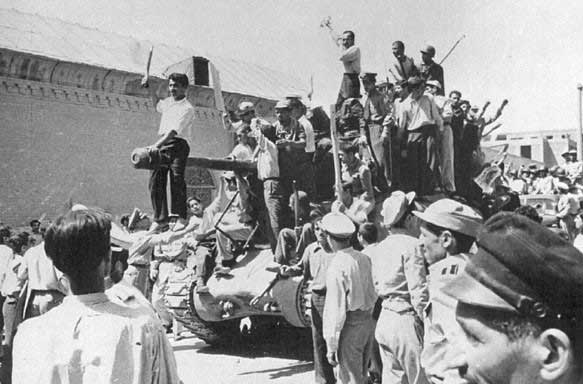
Teheran uomini che celebrano il colpo di Stato iraniano del 1953

Nel 1951 il primo ministro Mohammad Mossaddeq ricevette dal parlamento l'autorizzazione a nazionalizzare l'industria petrolifera di proprietà britannica, evento conosciuto come la Crisi di Abadan. Nonostante le pressioni inglesi, tra cui un blocco economico, la nazionalizzazione non si fermò. Mossaddeq venne rimosso nel 1952, ma rapidamente rinominato dallo Scià, a causa di una rivolta popolare a sostegno del premier. Lo stesso Mossaddeq costrinse lo Scià, nell'agosto del 1953, a un breve esilio, dopo un colpo di Stato militare fallito, organizzato dalla Guardia Imperiale del colonnello Nematollah Nassiri.

#### Il colpo di Stato per rimuovere Mossaddeq
Poco dopo, il 19 agosto 1953, prese forma un colpo di Stato guidato dal generale dell'esercito in pensione Fazlollah Zahedi, e organizzato dagli Stati Uniti e dalla CIA con il sostegno attivo dei britannici e l'MI6. Questa operazione fu nota a posteriori come operazione Ajax. Il colpo di Stato venne accompagnato da una campagna di propaganda progettata per indurre la popolazione a ribellarsi al primo ministro Mossaddeq, forzandolo alle dimissioni. Venne arrestato e processato per tradimento. Riconosciuto colpevole, la sua pena venne ridotta agli arresti domiciliari nella sua tenuta di famiglia, mentre il suo ministro degli esteri, Hossein Fatemi, venne assassinato. Come primo ministro gli succedette Zahedi, che riuscì a sopprimere l'opposizione allo Scià, in particolare del Fronte Nazionale ed il Partito Comunista Tudeh.
L'Iran, negli anni '50, era governato come un'autocrazia dello scià con il supporto americano, e questo fino alla Rivoluzione islamica del 1979. Il governo iraniano stipulò, in quel periodo, un accordo con un consorzio internazionale di società estere che gestivano gli impianti petroliferi iraniani per i prossimi 25 anni dividendo i profitti a metà, accordo che non permetteva all'Iran di controllare i loro conti o avere membri nel loro consiglio di amministrazione. Nel 1957 venne sospesa la legge marziale, e, dopo 16 anni, aderendo al Patto di Baghdad, l'Iran si avvicinò molto al mondo occidentale, ricevendo dagli Stati Uniti, sia aiuti militari sia economici. Nel 1961, il Paese avvia una serie di riforme economiche, sociali, agrarie e amministrative per modernizzarlo, riforme note come la Rivoluzione bianca dello Scià.
Nucleo di questo programma fu la riforma agraria. La modernizzazione e la crescita economica stavano procedendo a un ritmo senza precedenti, alimentate da vaste riserve di petrolio, in quel periodo, le terze più grandi al mondo. Tuttavia le riforme, tra cui quelle della Rivoluzione bianca, non migliorarono le condizioni economiche della popolazione, e le politiche filo-occidentali liberali alienarono sia alcuni gruppi religiosi sia politici islamici. Ai primi di giugno del 1963, presero avvio delle proteste di massa in sostegno del Ruhollah Khomeini, a causa di un discorso da lui pronunciato in cui attaccava lo Scià.
Due anni più tardi, venne assassinato il premier Hassan Ali Mansur, mentre il servizio di sicurezza interno, il SAVAK, inasprì le sue modalità repressiva. Nel 1970 nacquero i primi gruppi di guerriglia di sinistra, come i Mujaheddin-e-Khalq (MEK), che attaccarono sia il regime, sia obiettivi stranieri.
Nel decennio prima della rivoluzione, il SAVAK uccise quasi un centinaio di prigionieri politici iraniani, mentre molti altri vennero arrestati e torturati. Il clero islamico, con a capo l'Ayatollah Ruhollah Khomeini, esiliato nel 1964, iniziò ad "alzare la voce".
Nel corso degli anni '60, l'Iran aveva notevolmente aumentato il bilancio della difesa e nei primi anni '70 era diventata la più forte potenza militare della regione. Le relazioni bilaterali con il vicino Iraq non erano buone, principalmente a causa di una disputa sul fiume Shatt al-Arab. Nel novembre del 1971, le forze iraniane presero il controllo di tre isole alla foce del Golfo Persico. In risposta, l'Iraq espulse migliaia di cittadini iraniani. Dopo una serie di scontri nel mese di aprile del 1969, l'Iran abrogò l'accordo con l'Iraq del 1937, richiedendone una rinegoziazione.
A metà del 1973, lo scià restituì all'industria petrolifera il controllo nazionale. Dopo la guerra arabo-israeliana dell'ottobre 1973, la Persia non aderì all'embargo petrolifero arabo contro l'Occidente ed Israele; sfruttò invece la situazione per aumentare i prezzi del petrolio, utilizzando il denaro guadagnato per la modernizzazione e aumentando la spesa per la difesa. Una controversia di confine tra Iraq e Iran venne risolta con la firma degli accordi di Algeri del 6 marzo 1975.

## La Rivoluzione iraniana e la Repubblica islamica

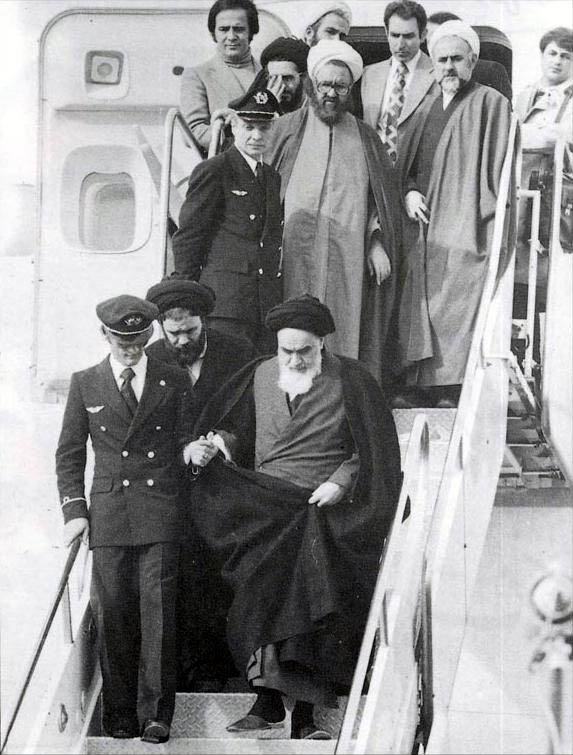
L'Ayatollah Khomeini torna in Iran dopo 14 anni di esilio in Francia il 1º febbraio 1979

La Rivoluzione iraniana, conosciuta anche come la Rivoluzione islamica, fu una rivoluzione che trasformò l'Iran da monarchia assoluta sotto lo Scià Mohammad Reza Pahlavi in una Repubblica islamica sotto l'Ayatollah Ruhollah Khomeini, uno dei leader della rivoluzione e fondatore della Repubblica islamica. Si può con buona probabilità affermare che la rivoluzione abbia avuto inizio nel gennaio 1978, con le prime grandi manifestazioni, conclusasi con l'approvazione della nuova Costituzione teocratica della quale, nel dicembre 1979, Khomeini divenne il leader supremo.
Nel frattempo, nel gennaio 1979, Mohammad Reza Pahlavi lasciava il Paese per l'esilio in Egitto, dopo che scioperi e manifestazioni paralizzarono il Paese. Il 1º febbraio 1979 l'Ayatollah Khomeini ritornò a Teheran, salutato da diversi milioni di iraniani. Il crollo finale della dinastia Pahlavi avviene poco dopo l'11 febbraio 1979, quando i militari iraniani si dichiararono "neutrali", dopo che guerriglieri e truppe ribelli travolsero le truppe fedeli allo Scià in combattimenti armati in strada. L'Iran divenne ufficialmente una Repubblica islamica il 1º aprile 1979, quando gli iraniani approvarono in larga maggioranza un referendum nazionale.
La rapida modernizzazione dell'Iran verso l'economia capitalistica è stata sostituita da politiche economiche e culturali populiste e islamiche. Molte industrie sono state nazionalizzate, le leggi e le scuole islamizzate e le influenze occidentali vietate. La rivoluzione islamica ha anche creato un grande impatto in tutto il mondo. Nel mondo non musulmano ha cambiato l'immagine dell'Islam, generando molto interesse per la politica e la spiritualità dell'Islam, insieme a "la paura e la diffidenza verso l'Islam" e in particolare verso la Repubblica islamica e il suo fondatore.

### Khomeini prende il potere
Il consolidamento del potere, durato pressappoco due anni, avviene tra il 1982 e il 1983. Il nuovo regime iraniano, fatto fronte ai danni alla sua economia, alle strutture militari, agli apparati di governo, inizia a sopprimere le proteste e le rivolte dei secolaristi, delle personalità politiche socialiste, dei più tradizionali musulmani-ex alleati, e dei rivoluzionari ora rivali. Molti oppositori politici vennero barbaramente assassinati e giustiziati dal nuovo regime. In seguito agli eventi della rivoluzione, in alcune regioni del Khuzistan, del Kurdistan e del Gonbad-e Kavus i guerriglieri marxisti e i partiti federalisti si rivoltarono, causando gravi scontri tra i ribelli e le forze rivoluzionarie. Queste rivolte iniziarono nell'aprile del 1979, e durarono, a seconda della regione coinvolta, per diversi mesi o per più di un anno. La rivolta curda, guidata dal KDPI, fu la più violenta ed è durata fino al 1983 con la morte di 10.000 persone.
Nell'estate del 1979 una nuova costituzione assegna a Khomeini il potere di custode giurista e leader supremo. Vennero inoltre redatte, da un Consiglio dei Guardiani della Costituzione, linee guida per definire gli ambiti sulla legislazione e le elezioni. La nuova costituzione venne infine approvata con un referendum nel dicembre 1979..

#### La crisi degli ostaggi in Iran (1979-1981)
La storia dell'Iran si è macchiata di un evento che ebbe un impatto a lungo termine, la crisi degli ostaggi in Iran. Dopo che gli Stati Uniti concessero all'ex Scià di Persia il visto di ingresso negli Stati Uniti per una serie di terapie di trattamento per cancro, il 4 novembre del 1979, studenti iraniani sequestrarono il personale statunitense dell'ambasciata, etichettandola come un "covo di spie". I 52 ostaggi furono trattenuti per 444 giorni, fino al gennaio 1981. Un tentativo militare americano di salvare gli ostaggi fallì.
Tale azione fu estremamente popolare in Iran, migliaia di persone si riunirono a sostegno dei sequestratori, di fatto rafforzando il prestigio di Khomeini, e consolidando, a livello nazionale, un già latente antiamericanismo. Fu in quel momento che Khomeini iniziò a rivolgersi agli Stati Uniti d'America come il "Grande Satana". In America, tale posizione politica venne considerata una violazione del principio del diritto internazionale, sul fatto che i diplomatici possono essere espulsi, ma non tenuti prigionieri, creando di fatto un potente risentimento nei confronti dell'Iran. Da quell'evento, le relazioni tra i due paesi rimasero profondamente tese, e le conseguenti e successive sanzioni internazionali americane danneggiarono l'economia iraniana.

#### La guerra Iran-Iraq (1980-1988)

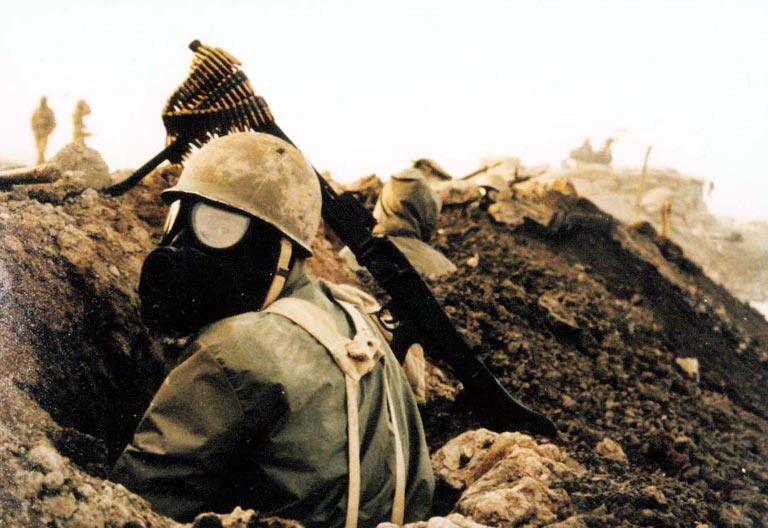
Un soldato iraniano con la maschera antigas durante la guerra Iran-Iraq.

Durante questa crisi politica e sociale, il leader iracheno Saddam Hussein ha tentato di approfittare sia del disordine della rivoluzione della debolezza delle forze armate iraniane sia dell'antagonismo con i governi occidentali. La possente macchina militare iraniana fu sciolta durante la rivoluzione, e, con lo Scià spodestato, Hussein aveva l'ambizione di posizionarsi come il nuovo "uomo forte" del Medio Oriente, cercando di ampliare l'accesso dell'Iraq al Golfo Persico, attraverso l'acquisizione di territori che l'Iraq aveva in precedenza perso dall'Iran durante il governo dello Scià.
A capo degli interessi in Iraq vi era il Khuzestan, che non solo vantava una popolazione araba sostanziale, ma anche ricchi campi petroliferi. Anche le isole di Abu Musa e Tunb divennero degli obbiettivi del dittatore iracheno. Con tali ambizioni, Hussein pianificò un assalto su vasta scala contro l'Iran, vantando che le sue forze avrebbero potuto raggiungere la capitale entro tre giorni. Il 22 settembre 1980, l'esercito iracheno invase l'Iran del Khuzestan, aprendo la guerra Iran-Iraq. L'attacco colse i rivoluzionari dell'Iran completamente di sorpresa.
Anche se le forze di Saddam Hussein all'inizio avevano fatto diversi progressi, le forze iraniane avevano nel 1982 respinto l'esercito iracheno. Khomeini ha cercato di esportare la sua rivoluzione islamica verso l'ovest, in particolare coinvolgendo la maggior parte degli sciiti arabi che vivevano nel paese. La guerra proseguì per altri sei anni, fino al 1988, quando Khomeini, nelle sue parole, "ha bevuto il calice di veleno" e ha accettato una tregua mediata dalle Nazioni Unite.
L'Iraq nel corso di questa guerra utilizzò armi chimiche che causarono decine di migliaia di morti tra i civili iraniani e militari. L'Iraq fu finanziariamente sostenuto dall'Egitto, dai Paesi arabi del Golfo Persico, dall'Unione Sovietica e dagli Stati del Patto di Varsavia, dagli Stati Uniti a partire dal 1983, dalla Francia, dal Regno Unito, dalla Germania, dal Brasile e dalla Repubblica Popolare Cinese. Sia gli Stati Uniti sia la Repubblica Popolare Cinese hanno venduto armi all'Iran.
Nel corso degli otto anni di guerra, a causa dell'utilizzo di armi chimiche, l'Iraq ha causato 100000 vittime iraniane. Mentre le vittime totali iraniane vennero stimate tra le 500000 e il milione. Quasi tutte le più autorevoli agenzie internazionali hanno confermato che Saddam si era impegnato nella guerra chimica per evitare che gli iraniani facessero altrettanto. Queste agenzie hanno confermato all'unanimità che l'Iran non ha mai usato armi chimiche durante la guerra.
In Iran, a partire dal 19 luglio 1988, e per la durata di circa cinque mesi, il governo ha condannato a morte sistematicamente migliaia di prigionieri politici. Questo evento viene ricordato comunemente come l'esecuzione dei prigionieri politici iraniani del 1988, o il massacro iraniano del 1988. Condizione necessaria e sufficiente era l'appartenenza all'Organizzazione dei Mojahedin del Popolo Iraniano (PMOI), oppure l'appartenenza da altri gruppi di sinistra, compreso il Partito Comunista Iraniano del Tudeh. Le stime sul numero di condanne variano, a seconda delle fonti, da 1400 a 30000.

### Khamenei succede a Khomeini (1989-oggi)

#### I primi otto anni (1989-1997)
Nel 1989, sul letto di morte, Khomeini ha nominato 25 persone del Consiglio costituzionale per consentire la nomina dell'allora presidente Ali Khamenei come il prossimo leader supremo, portando una serie di modifiche alla Costituzione iraniana. Dopo la morte di Khomeini, il 3 giugno 1989, vi fu una transizione graduale. Khamenei mancando del "carisma e dell'appeal clericale" di Khomeini, ha sviluppato una rete di sostenitori sia all'interno delle forze armate iraniane sia nelle potenti fondazioni religiose. Sotto il suo "regno" si dice che il regime iraniano, da almeno un osservatore, somigli più a "Un'oligarchia clericale" che a un'autocrazia".
La successione a Khamenei come presidente fu quella del pragmatico conservatore Ali-Akbar Hashemi Rafsanjani, che ha servito due mandati di quattro anni, concentrando i suoi sforzi sulla ricostruzione dell'economia dai danneggiamenti alle infrastrutture iraniane, anche se parzialmente impedito dai bassi prezzi del petrolio. Il suo regime promosse con successo il controllo delle nascite, il taglio delle spese militari, e la normalizzazione delle relazioni con i paesi vicini, come l'Arabia Saudita. Durante la Guerra del Golfo nel 1991, il paese rimase neutrale, limitando la sua azione alla condanna degli Stati Uniti e permettendo la fuga degli aeromobili e dei rifugiati iracheni nel paese.

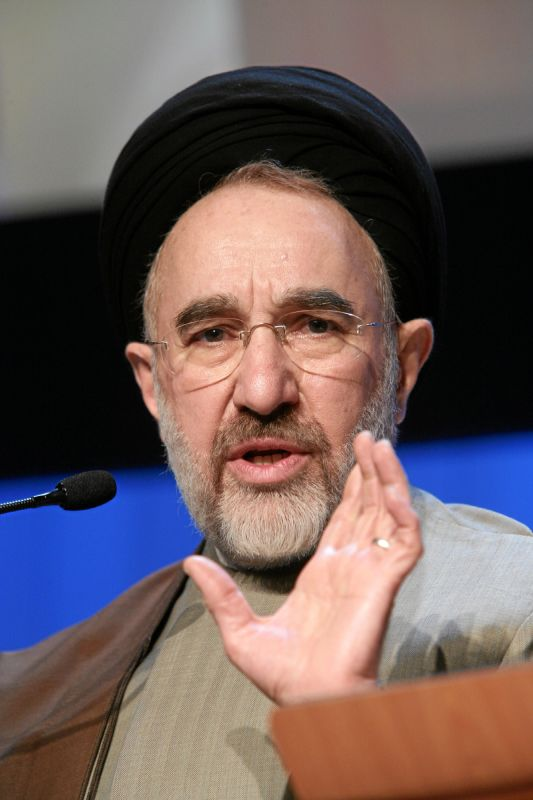
Mohammad Khatami, il presidente riformista dell'Iran dal 1997 al 2005

#### Riforme e conseguenze (1997-2005)
A Rafsanjani nel 1997 successe il riformista Mohammad Khatami. La sua presidenza fu presto segnata da tensioni tra il governo riformista e un clero sempre più conservatore. Questa frattura raggiunse l'apice nel luglio 1999, quando scoppiarono massicce proteste anti-governative nelle strade di Teheran. I tumulti sono durati più di una settimana, prima che la folla venisse dispersa dalla polizia e dai i vigilantes filogovernativi.
Nel giugno 2001 Khatami venne rieletto, ma i suoi sforzi sono stati più volte fermati dai conservatori nel parlamento. Tali elementi presenti all'interno del governo iraniano si mossero per minare il movimento riformista, che vieta i giornali liberali e squalifica i candidati per le elezioni parlamentari. Questo giro di vite sul dissenso, in combinazione con il fallimento di Khatami a riformare il governo, ha indotto, tra i giovani dell'Iran una crescente apatia politica.
Nel giugno 2003 a Teheran ebbero luogo proteste anti-governative di diverse migliaia di studenti. Nel 2006, le proteste si concentrarono invece nella difesa dei diritti umani.

#### Elezioni presidenziali del 2005 e conseguenze (2005-2013)

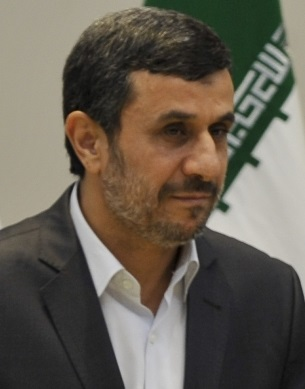
Mahmoud Ahmadinejad

Nelle elezioni presidenziali iraniane del 2005 Mahmoud Ahmadinejad, sindaco di Teheran, venne eletto sesto presidente dell'Iran, dopo aver vinto con il 62% dei voti contro l'ex presidente Ali-Akbar Hashemi Rafsanjani. Durante la cerimonia di autorizzazione ha baciato la mano di Khamenei a dimostrazione della sua fedeltà.
In questo periodo avvenne l'invasione americana dell'Iraq e il rovesciamento del regime. In tale contesto storico la posizione dell'Iran si era rafforzata, in particolare nel sud prevalentemente sciita dell'Iraq, dove, il 3 settembre 2006 un leader sciita ha rinnovato le richieste di una regione sciita autonoma. L'ex segretario della difesa degli Stati Uniti William S. Cohen, ha dichiarato che, a partire dal 2009, il potere crescente dell'Iran ha eclissato l'antisionismo come il principale problema di politica estera in Medio Oriente.
Tra il 2005 ed il 2006, il teso clima politico nella regione medio orientale suggeriva l'ipotesi che gli Stati Uniti ed Israele stessero progettando di attaccare l'Iran, in ragione del programma energetico nucleare civile iraniano che gli Stati Uniti e in alcuni altri Stati temevano potesse condurre alla costruzione di armi nucleari. Cina e Russia si opposero sia ad azioni militari di qualsiasi tipo sia alle sanzioni economiche. Il leader supremo Ali Khamenei emise una fatwā che proibisce la produzione, l'immagazzinaggio e l'uso di armi nucleari. La fatwa è stata citata in una dichiarazione ufficiale da parte del governo iraniano durante una riunione dell'agosto 2005 della Agenzia internazionale per l'energia atomica (AIEA) di Vienna.
Nel 2009, la rielezione di Ahmadinejad fu oggetto di accese contestazioni. Il riformatore avversario Mir-Hossein Mousavi e i suoi sostenitori lamentavano presunte irregolarità di voto, e, dal 1º luglio 2009, 1000 persone vennero arrestate e 20 uccise in manifestazioni di piazza. Il leader supremo Ali Khamenei e altri funzionari islamici sono stati accusati dalle potenze straniere di fomentare la protesta.

#### Elezioni presidenziali del 2013 e miglioramento delle relazioni con gli USA (2013)

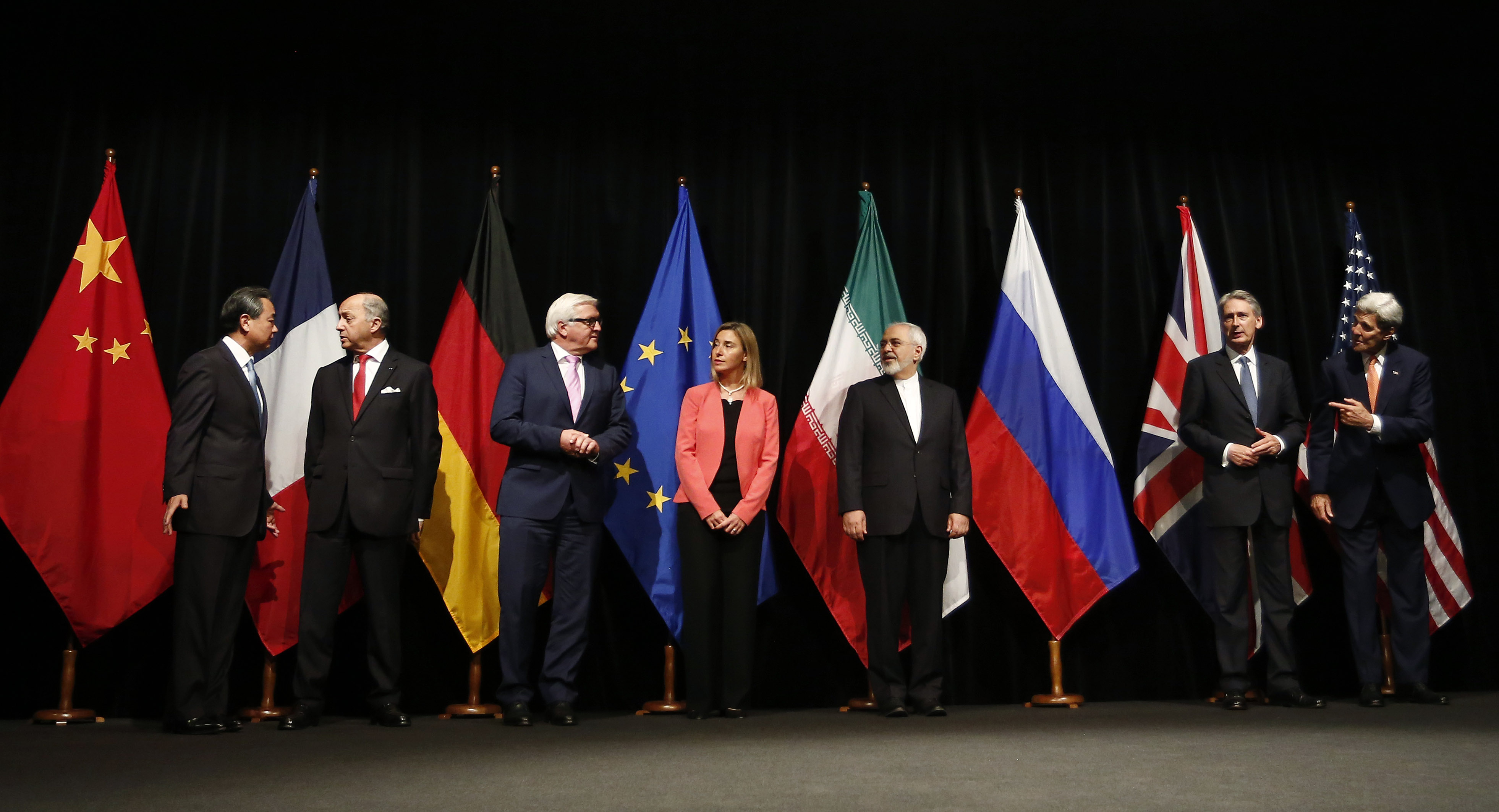
I ministri degli esteri dell'Iran e del P5+1 annunciano l'accordo a Vienna, 14 luglio 2015

Il 15 giugno 2013, Hassan Rouhani vinse le elezioni presidenziali in Iran, con 36.704.156 di schede espresse. Rouhani ha vinto con 18.613.329 voti. Nella sua conferenza stampa il giorno dopo il giorno delle elezioni, il nuovo presidente ha ribadito la sua promessa di ripristinare i rapporti dell'Iran con il resto del mondo.
Il 2 aprile 2015, in Svizzera, dopo otto giorni di discussioni tortuose, l'Iran e sei potenze mondiali abbozzarono un'intesa per limitare i programmi nucleari iraniani. Il ministro degli esteri iraniano, Mohammad Javad Zarif ha twittato: "Trovate delle soluzioni. Siamo pronti per iniziare immediatamente la stesura". Il capo della politica estera dell'Unione europea Federica Mogherini ha twittato che avrebbe incontrato la stampa con Zarif dopo una riunione finale delle sette nazioni nei colloqui sul nucleare. Ha scritto infine: "Buone notizie". La lettura di una dichiarazione congiunta con il capo della politica estera dell'Unione europea Federica Mogherini è stato definito un "passo decisivo" dopo più di un decennio di lavoro. Il ministro degli Esteri iraniano, Mohammad Javad Zarif ha seguito con la stessa dichiarazione in farsi. Il Segretario di Stato americano John Kerry e i diplomatici di Gran Bretagna, Francia e Germania sono brevemente saliti sul palco dietro di loro. L'accordo è destinato a fornire una bozza provvisoria per un accordo globale che non venne firmato fino alla fine di giugno, ma che incluse fatti e dati concreti, segnando una svolta significativa nella storia di 12 anni di negoziati con l'Iran per il suo programma nucleare.

#### L'inversione diplomatica di Trump
La nuova presidenza USA di Trump dal 2017, segna una inversione di rotta in politica estera mostrando un atteggiamento opposto alle aperture avute da Obama nei confronti dell'Iran. Ne è prova la volontà di mantenere le sanzioni, attraverso una serie di dichiarazioni non concilianti. Inoltre nel blocco all'immigrazione che riguarda 7 paesi islamici, rientrano anche i cittadini iraniani.
Il 19 maggio 2017 il presidente Rouhani viene confermato per la seconda volta con il 53,3% dei voti, proseguendo nel solco moderatamente riformista nella politica del paese.
Il 7 giugno 2017 la capitale viene sconvolta dal più grave attentato degli ultimi anni. Un commando fa irruzione nel parlamento mentre un kamikaze si fa esplodere all'interno del mausoleo di Khomeini procurando 12 morti e alcuni feriti. L'attacco è rivendicato dall'ISIS.

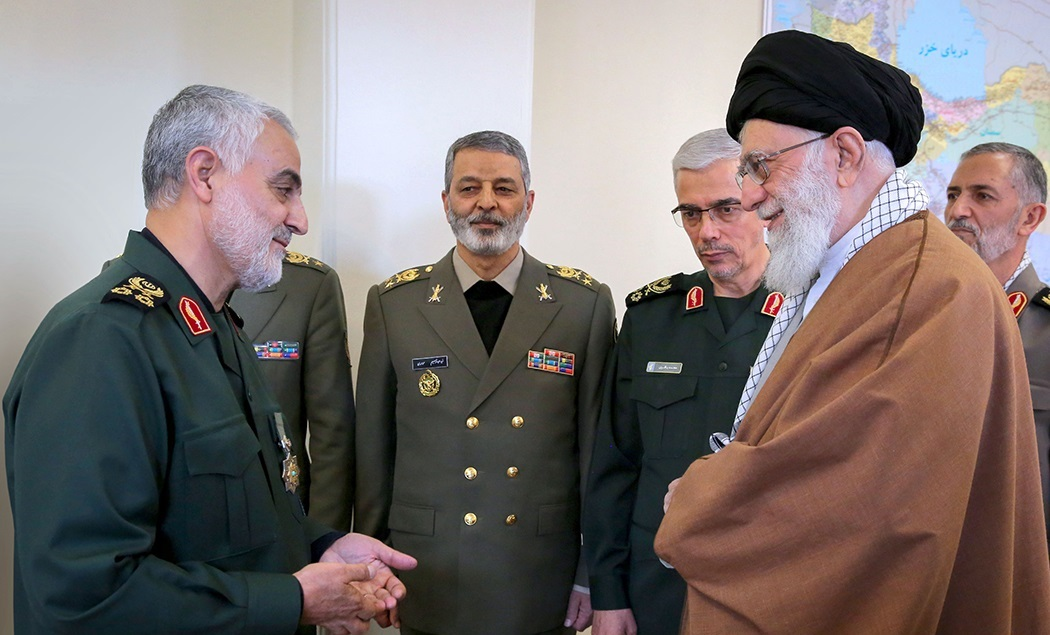
Soleimani e Khamenei

In seguito all’attacco di milizie sciite filoiraniane alla base aerea K-1 di Kirkuk il 27 dicembre 2019 e all’attacco all'ambasciata statunitense a Baghdad del 31 dicembre dello stesso anno, il 3 gennaio 2020 il generale Qasem Soleimani, già in precedenza inserito con la risoluzione n. 1747 del marzo 2007 dal Consiglio di sicurezza dell'ONU tra la lista dei personaggi chiave per il suo ruolo nel programma nucleare iraniano per il mancato rispetto della precedente risoluzione 1737 del 2006, nonché inserito dal Consiglio dell'Unione europea nella lista del Regolamento (UE) n. 267/2012 concernente misure restrittive nei confronti dell’Iran per il suo ruolo in attività relative a missili nucleari o balistici avendo facilitato la violazione del punto 5 della risoluzione 1747 (2007) che proibisce l'esportazione dall'Iran di armi e materiale connesso, è bersaglio di un omicidio mirato in un attacco con drone statunitense sull'aeroporto internazionale di Baghdad, in Iraq. L'operazione era stata ordinata dal presidente Donald Trump.

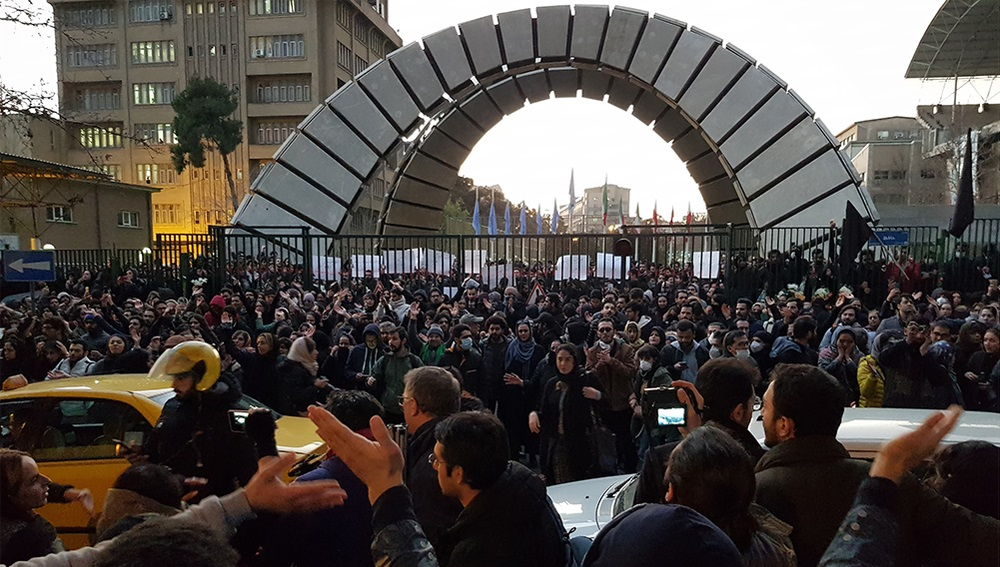
Proteste a Teheran dopo l’abbattimento dell’aereo ucraino

In risposta a questa uccisione l'8 gennaio l'Iran lancia un contrattacco a due basi militari americane acuendo la tensione, inoltre abbatte per errore il volo Ukraine International Airlines PS 752 causando la morte di tutte le 176 persone a bordo. Solo l'11 gennaio 2020, dapprima il presidente iraniano Hassan Rouhani con un laconico comunicato su Twitter, cui ha fatto seguito, con una conferenza stampa, il comandante generale della Forza aerospaziale del Corpo delle guardie della rivoluzione islamica, il generale di brigata Amir Ali Hajizadeh, hanno infine ammesso di aver abbattuto per errore il velivolo ucraino, scambiandolo per un mezzo militare ostile (missile da crociera) dopo giorni di tergiversazioni e a seguito di pressioni internazionali canadesi ed ucraine sulla vicenda.
La crisi diplomatica si è poi estesa al Regno Unito poiché l'ambasciatore britannico a Teheran, Rob Macaire, viene arrestato dalla polizia iraniana dopo aver partecipato ad una veglia di preghiera proprio per le vittime del volo PS 752; l'ambasciatore ha riferito di essersi recato alla veglia per omaggiarne la memoria poiché nell'elenco figurano pure tre cittadini britannici, ma di essersi immediatamente allontanato quando sono iniziati canti di protesta, nondimeno è stato bloccato mentre era già diretto all'ambasciata e trattenuto per mezz'ora.
In seguito alle proteste scaturite dalla vicenda dell'aereo abbattuto, oltre 30 dimostranti sono stati arrestati e si parla di uso di armi contro di essi, nonostante le autorità dichiarino di "tolleranza verso dimostrazioni legali". La vicenda ha anche generato reazioni nel giornalismo iraniano; tre donne in diversi ruoli nella rete pubblica iraniana Irib e in altre testate hanno dato le dimissioni con frasi come "Scusatemi, ho mentito per 13 anni", ed agenzie danno come causa scatenante proprio la censura imposta ai media relativamente alla vicenda dell'abbattimento, e reazioni simili si sono manifestate in vari settori della società iraniana.